# Советско-финляндская война (1939—1940)
Советско-финляндская война 1939—1940 годов, также известная как Советско-финская война 1939—1940 годов, Зимняя война, Финская война, Финская кампания 1939—1940 годов, Третья советско-финская война, Советско-финский вооружённый конфликт 1939—1940 годов (фин. Talvisota) — война между СССР и Финляндией в период с 30 ноября 1939 года по 12 марта 1940 года.
Ссылаясь на соображения безопасности для Ленинграда, расположенного вблизи финской границы, советское руководство выдвигало несколько предложений на протяжении 1938 и 1939 годов о том, чтобы Финляндия уступила пограничные территории (Карельский перешеек, острова в Финском заливе, часть области Петсамо) в обмен на земли в Карелии, которые были вдвое больше запрашиваемых территорий, хоть и являлись неосвоенными и заболоченными. Финляндия отказалась от этих предложений. 26 ноября 1939 года правительство СССР направило ноту протеста правительству Финляндии по поводу артиллерийского обстрела, который, по заявлению советской стороны, был совершён с финской территории. 
30 ноября СССР начал вторжение в Финляндию. Начало военных действий привело к тому, что 14 декабря 1939 года СССР как агрессор был исключён из Лиги Наций. Большая часть источников утверждают, что Советский Союз намеревался завоевать всю Финляндию, указывая на факт создания марионеточного финского коммунистического правительства и секретные протоколы пакта Молотова — Риббентропа. В то же время ряд других источников оспаривает идею о полном советском завоевании.
Военные действия прекратились в марте 1940 года подписанием Московского мирного договора, по которому Финляндия уступила около 10 % своей территории Советскому Союзу. 430 тысяч финских жителей власти Финляндии эвакуировали из прифронтовых районов вглубь страны.
Сам Карл Густав Маннергейм говорил тогда о том, что Московский мир был крайне выгоден для Финляндии в сложившихся реалиях, с выходом РККА на оперативный простор.

## Предыстория

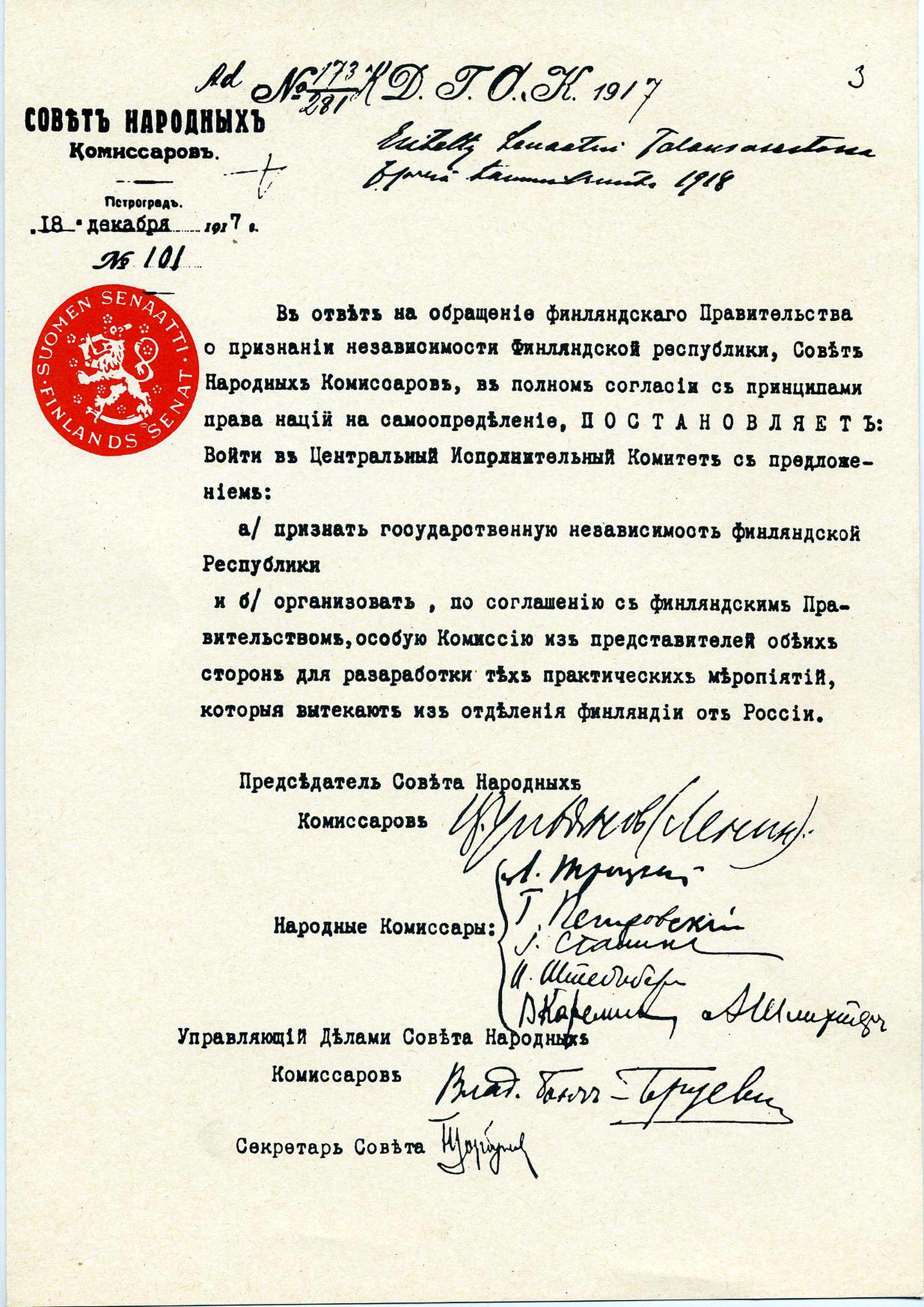
Постановление Совета Народных Комиссаров о внесении в Центральный Исполнительный комитет предложения о признании независимости Финляндии

2 (15) ноября 1917 года Советом Народных Комиссаров был принят один из первых документов Советской власти — Декларация прав народов России. Подписи под этим документом поставили народный комиссар по делам национальностей Иосиф Сталин (Джугашвили) и председатель СНК Ленин (Ульянов). В Декларации были установлены равенство и суверенность народов России, право народов России на свободное самоопределение вплоть до отделения и образования самостоятельного государства.
6 декабря 1917 года финский сенат объявил Финляндию независимым государством.
18 (31) декабря 1917 года Совет народных комиссаров РСФСР обратился во Всероссийский Центральный Исполнительный Комитет (ВЦИК) с предложением признать независимость Финляндской Республики. 22 декабря 1917 года (4 января 1918) ВЦИК постановил признать независимость Финляндии.
В январе 1918 года началась гражданская война в Финляндии, в которой «красным» при поддержке Советской России противостояли «белые», поддержанные войсками Германии и Швеции. Война закончилась в мае победой «белых». Финские «белые» оказывали поддержку сепаратистскому движению в Восточной Карелии, войдя в неё уже в марте. Маннергейм в своей «клятве меча» 23 февраля 1918 года публично призвал завоевать Восточную Карелию, не входившую ранее в состав княжества Финляндского. Начавшаяся первая советско-финская война в ходе гражданской войны уже в России и военной интервенции длилась до конца 1920 года, когда был заключён Тартуский (Юрьевский) мирный договор. К Финляндии отошла вся Печенгская волость (Петсамо), часть полуостровов Рыбачьего и Среднего и ряд островов Баренцева моря. Отменив действие Фридрихсгамского мирного договора, Тартуский договор закреплял суверенитет Финляндии над территориями, переданными княжеству Финляндскому от Российской империи, в том числе Выборгское наместничество.
Некоторые финские политики, такие как Юхо Паасикиви, расценили этот договор как «слишком хороший мир», полагая, что великие державы идут на компромисс только при сильной необходимости. Маннергейм, бывшие активисты и лидеры сепаратистов в Карелии — наоборот, считали этот мир позором и предательством соотечественников, а представитель Ребол Боби Сивен в знак протеста застрелился.
В 1910—1920-х годах в финском обществе получила широкое распространение идея Великой Финляндии, поддерживавшаяся всеми политическими партиями и движениями, даже левыми: два социал-демократических политика страны Оскар Токкола и Войнма Вайно опубликовали первое серьёзное исследование на эту тему — «Большая Финляндия в естественных границах». Хотя официальные межгосударственные отношения между Финляндией и СССР после советско-финских войн 1918—1922 годов не были дружественными или нейтральными, однако и открыто враждебными — тоже. 
В 1932 году Тартуский мирный договор был дополнен пактом о ненападении и продлён до 1945 года.

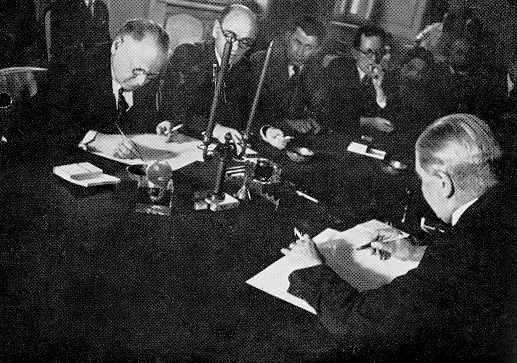
Нарком иностранных дел СССР Максим Литвинов и посол Финляндии Арно Юрьё-Коскиненом подписывают протокол о продлении договора о ненападении до 31 декабря 1945 года, в апреле 1932 года

. 27 февраля 1935 года в беседе с посланником Финляндии в СССР Аарно Юрьё-Коскиненом глава НКИД Максим Литвинов отметил: «Ни в одной стране пресса не ведёт так систематически враждебной нам кампании, как в Финляндии. Ни в одной соседней стране не ведётся такая открытая пропаганда за нападение на СССР и отторжение его территории, как в Финляндии».

## Причины войны
Уже во время войны сложилось две концепции, которые обсуждаются до сих пор: одна, что СССР преследовал заявленные цели (обеспечение безопасности Ленинграда), вторая — что истинной целью СССР была советизация Финляндии.
На сегодняшний же день существует иное разделение концепций — по принципу определения военного конфликта либо как отдельной войны, либо, по мнению ряда историков, как части Второй мировой войны. Последние концепции, в свою очередь, могут представлять СССР либо как миролюбивую страну, либо как агрессора и союзника Германии. При этом возможный вариант советизации Финляндии рассматривается либо как конечная цель, либо лишь как прикрытие для подготовки молниеносного вторжения СССР и освобождения Европы от германской оккупации с последующей советизацией всей Европы и оккупированной Германией части африканских стран.
В советской и российской историографии эта война рассматривается преимущественно как отдельный двусторонний локальный конфликт, не являющийся частью Второй мировой войны, так же как и необъявленная война на Халхин-Голе.
В советской пропаганде, а затем и историографии ответственность за начало войны возлагалась на Финляндию и страны Запада: «Некоторого временного успеха империалисты смогли добиться в Финляндии. Им удалось в конце 1939 года спровоцировать финских реакционеров на войну против СССР». При этом, тогдашней советской пропагандой, как и советской историографией конфликт не назывался «советско-финской войной» и вообще «войной», вместо этого употреблялись эвфемические выражения: «финский поход Красной армии», «освободительный поход в Финляндию» (по аналогии с советским походом на территории Западной Белоруссии и Украины, занятые Польшей в 1921 году, также именовавшимся «походом»), «борьба с белофиннами 1939—1940», «отражение финской агрессии» и т. п. Последнее из указанных выражений «финская агрессия» было официальным термином, использовавшимся советской стороной на международной арене. Советской печатью и радио за рубежом и внутри страны по всем каналам утверждалось, что «Советский Союз не находится в состоянии войны с Финляндией». В послесталинское время с советской стороны произошла определённая переоценка как самих событий, так и терминологии для их описания.
М. И. Семиряга отмечает, что накануне войны у обеих стран были претензии друг к другу. Финны боялись сталинского режима и хорошо знали о репрессиях против советских финнов и карелов в конце 1930-х годов, закрытии финских школ и так далее. В СССР, в свою очередь, знали о деятельности ультранационалистических финских организаций, ставивших своей целью «вернуть» Советскую Карелию (см. Великая Финляндия). Москву тревожило также одностороннее сближение Финляндии с западными странами и прежде всего с Германией, на которое Финляндия шла, в свою очередь, из-за того, что видела в СССР главную угрозу для себя. Президент Финляндии П. Э. Свинхувуд в 1937 году заявил в Берлине, что «враг России должен быть всегда другом Финляндии». В беседе с германским посланником он сказал: «Русская угроза для нас будет существовать постоянно. Поэтому для Финляндии хорошо, что Германия будет сильной».
В СССР подготовка к военному конфликту с Финляндией началась в 1936 году. 17 сентября 1939 года СССР выразил поддержку финскому нейтралитету, но буквально в те же дни (11—14 сентября) начал частичную мобилизацию в Ленинградском военном округе, что ясно свидетельствовало о подготовке силового решения.
Частичная мобилизация в ЛенВО скорее была связана с подготовкой вторжения в Польшу и носила предупредительный характер против европейских соседей на случай возможных осложнений; окончательное решение о силовом способе разрешения было принято в середине ноября 1939 года, когда стало ясно, что переговоры с финской стороной зашли в тупик. К. А. Мерецков в начале ноября докладывал Сталину о плане операции и 15 ноября получил приказ начать подготовку к операции. 28 ноября прошло последнее совещание у Сталина в присутствии Мерецкова и Куусинена.

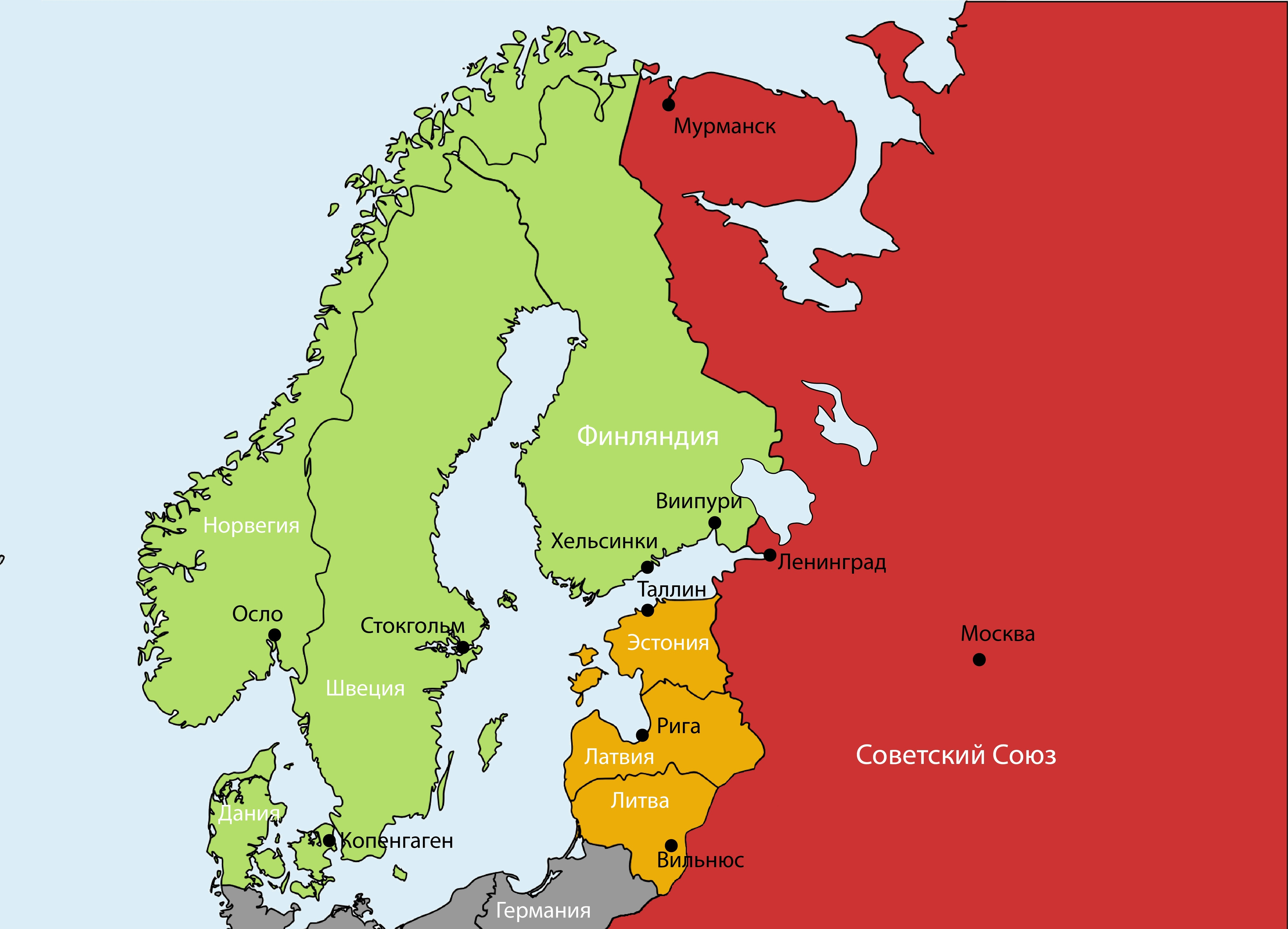
Геополитическая обстановка в ноябре 1939 года:
Нейтральные государства
Советский союз (с аннексированной территорией Польши)
Нейтральные государства на территории которых СССР разместил свои военные силы в октябре 1939 года
Германия (с аннексированной территорией Польши, Данцига и Литвы)

Как считает А. В. Шубин, до подписания советско-германского пакта СССР несомненно стремился лишь к обеспечению безопасности Ленинграда. Заверения Хельсинки в своём нейтралитете Сталина не удовлетворяли, так как он, во-первых, считал финское правительство враждебно настроенным и готовым присоединиться к любой внешней агрессии против СССР, а во-вторых, сам по себе нейтралитет малых стран не гарантировал, что они не могут быть использованы как плацдарм для нападения (в результате оккупации). После подписания пакта Молотова—Риббентропа требования СССР ужесточились, и здесь уже возникает вопрос, к чему на самом деле стремился Сталин на этом этапе. Теоретически, предъявляя свои требования осенью 1939 года, Сталин мог планировать провести в ближайший год в Финляндии:

а) советизацию и включение в СССР (как это случилось со странами Прибалтики в 1940 году), либо:
б) коренное общественное переустройство с сохранением формальных признаков независимости и политического плюрализма (как это было сделано после войны в восточноевропейских так называемых «странах народной демократии»), либо:
в) Сталин мог планировать пока лишь усиление своих позиций на северном фланге возможного театра военных действий, не рискуя пока вмешиваться во внутренние дела Финляндии, Эстонии, Латвии и Литвы.
М. Семиряга считает, что для определения характера войны против Финляндии «не обязательно анализировать переговоры осени 1939 года. Для этого нужно просто знать общую концепцию мирового коммунистического движения Коминтерна и сталинскую концепцию — великодержавные претензии на те регионы, которые раньше входили в состав Российской империи… А цели были — присоединить в целом всю Финляндию. И ни к чему разговоры о 35 километрах до Ленинграда, 25 километрах до Ленинграда…».
Финский историк О. Маннинен считает, что Сталин стремился поступить с Финляндией по тому же сценарию, который в конечном итоге был осуществлён со странами Прибалтики. «Желание Сталина „решить вопросы мирным способом“ было желанием мирно создать в Финляндии социалистический режим. И в конце ноября, начиная войну, он хотел добиться того же при помощи оккупации. „Сами рабочие“ должны были решить — присоединиться к СССР или основать своё социалистическое государство». Однако, отмечает Маннинен, поскольку эти планы Сталина не были формально зафиксированы, этот взгляд всегда останется в статусе предположения, а не доказуемого факта.
Также существует версия, что, выдвигая претензии на приграничные земли и военную базу, Сталин, подобно Гитлеру в Чехословакии, стремился сначала разоружить соседа, отняв у него укреплённую территорию, а затем захватить его  .
Важным аргументом в пользу теории советизации Финляндии как цели войны является тот факт, что на второй день войны на территории СССР было создано марионеточное Териокское правительство, возглавляемое финским коммунистом Отто Куусиненом. 2 декабря советское правительство подписало с правительством Куусинена договор о взаимопомощи и, по словам Рюти, отказалось от каких-либо контактов с законным правительством Финляндии во главе с Ристо Рюти.

С большой долей уверенности можно предположить: если бы дела на фронте шли в соответствии с оперативным планом, то это «правительство» прибыло бы в Хельсинки с определённой политической целью — развязать в стране гражданскую войну. Ведь обращение ЦК компартии Финляндии прямо призывало […] свергнуть «правительство палачей». В обращении Куусинена к солдатам «Финляндской народной армии» прямо говорилось, что им доверена честь водрузить знамя «Демократической Финляндской Республики» на здании дворца президента в Хельсинки.
[…]

Однако в реальности это «правительство» использовалось лишь как средство, правда не очень действенное, для политического давления на законное правительство Финляндии. Эту свою скромную роль оно и выполнило, что, в частности, подтверждается заявлением Молотова шведскому посланнику в Москве Ассарссону 4 марта 1940 года о том, что если правительство Финляндии будет по-прежнему возражать против передачи Советскому Союзу Выборга и Сортавала, то последующие советские условия мира будут ещё более жёсткими и СССР пойдёт тогда на окончательное соглашение с «правительством» Куусинена— 
.
Был предпринят и ряд других мер, в частности, среди советских документов кануна войны есть подробные инструкции об организации «Народного фронта» на оккупированных территориях. М. Мельтюхов на этом основании видит в советских действиях стремление советизировать Финляндию через промежуточный этап левого «народного правительства». С. Беляев считает, что решение о советизации Финляндии не является свидетельством изначального плана захвата Финляндии, но было принято только накануне войны ввиду провала попыток договориться об изменении границы.
По мнению А. Шубина, позиция Сталина осенью 1939 года была ситуативной, и он маневрировал между программой-минимум — обеспечением безопасности Ленинграда, и программой-максимум — установлением контроля над Финляндией. Непосредственно к советизации Финляндии, как и стран Прибалтики, Сталин в тот момент не стремился, так как не знал, чем кончится война на Западе (действительно, в Прибалтике решительные шаги в направлении советизации были сделаны лишь в июне 1940 года, то есть сразу же после того, как обозначился разгром Франции). Сопротивление Финляндии советским требованиям заставило его пойти на жёсткий силовой вариант в невыгодный для него момент (зимой). В конечном итоге он обеспечил себе, по крайней мере, выполнение программы-минимум .
По свидетельству Ю. А. Жданова, Сталин ещё в середине 1930-х годов в частном разговоре заявлял о плане («далёкого будущего») перенесения столицы в Ленинград, отмечая при этом его близость к границе.

## Переговоры 1938—1939 годов

### Переговоры Ярцева в 1938—1939 годах
Переговоры были начаты по инициативе СССР; первоначально они велись в секретном режиме, что устраивало обе стороны: Советский Союз предпочитал официально сохранять «свободу рук» в условиях неясной перспективы в отношениях с западными странами, а для финских официальных лиц оглашение факта переговоров было неудобно с точки зрения внутренней политики, так как население Финляндии в основном отрицательно относилось к СССР.
14 апреля 1938 года (спустя месяц после Аншлюса Австрии) в Хельсинки, в советское посольство в Финляндии, прибыл второй секретарь полпредства СССР Б. А. Ярцев. Он встретился сразу с министром иностранных дел Рудольфом Холсти и изложил позицию СССР: правительство СССР уверено, что Германия планирует нападение на СССР, и в эти планы входит боковой удар через Финляндию. Поэтому отношение Финляндии к высадке немецких войск так важно для СССР. Красная армия не будет ждать на границе, если Финляндия позволит высадку. С другой стороны, если Финляндия окажет немцам сопротивление, СССР окажет ей военную и хозяйственную помощь, поскольку Финляндия неспособна сама отразить немецкую высадку. В течение пяти последующих месяцев Б. Ярцев проводил многочисленные беседы, в том числе с премьер-министром Каяндером и министром финансов Вяйнё Таннером. Гарантий финской стороны в том, что Финляндия не позволит нарушить свою территориальную неприкосновенность и вторгнуться в Советскую Россию через её территорию, было недостаточно для СССР. СССР требовал секретного соглашения, состоящего в обязательном своём участии в обороне финского побережья при нападении Германии, строительства укреплений на Аландских островах и размещения советских военных баз для флота и авиации на острове Гогланд (фин. Suursaari). Территориальные требования не выдвигались. Финляндия отвергла предложения Ярцева в конце августа 1938 года.
В марте 1939 года СССР официально заявил, что хочет арендовать на 30 лет острова Гогланд, Лавансаари (ныне — Мощный), Тютярсаари и Сескар. Уже позже, в качестве компенсации, Финляндии предложили территории в Восточной Карелии. Глава Совета обороны Финляндии Маннергейм был готов отдать острова, поскольку их всё равно практически невозможно было ни оборонять, ни использовать для охраны Карельского перешейка. Тем не менее, переговоры были безрезультатными и прекратились 6 апреля 1939 года.
23 августа 1939 года СССР и Германия заключили договор о ненападении. По секретному дополнительному протоколу к Договору Финляндия была отнесена к сфере интересов СССР. Этими соглашениями договаривающиеся стороны предоставили друг другу гарантии невмешательства в сферы интересов сторон договора. Спустя неделю, 1 сентября, нападением на Польшу Германия начала Вторую мировую войну. 17 сентября войска СССР вошли на территорию Польши приблизительно до линии Керзона.
С 28 сентября по 10 октября СССР заключил договоры о взаимопомощи с Эстонией, Латвией и Литвой, согласно которым эти страны предоставили СССР свою территорию для размещения советских военных баз.

5 октября СССР предложил Финляндии рассмотреть возможность заключения с СССР аналогичного пакта о взаимопомощи. Правительство Финляндии заявило, что заключение такого пакта противоречило бы занятой им позиции абсолютного нейтралитета. К тому же договор о ненападении между СССР и Германией уже устранил основную причину требований Советского Союза к Финляндии — опасность нападения Германии через территорию Финляндии.

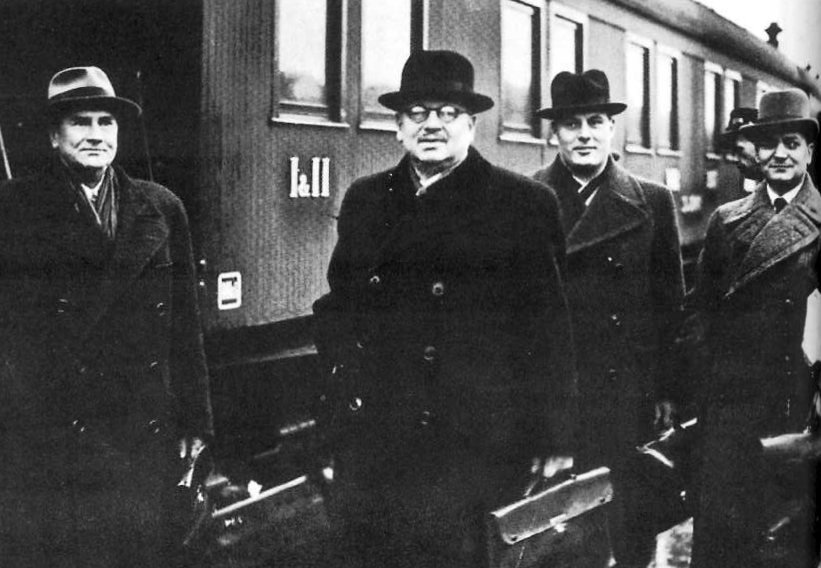
Приезд Юхо Кусти Паасикиви с переговоров в Москве. 16 октября 1939 года

### Переговоры в Москве (октябрь—ноябрь 1939). Территориальный вопрос
5 октября 1939 года финляндские представители были приглашены в Москву для переговоров «по конкретным политическим вопросам». Переговоры проходили в три этапа: 12—14 октября, 3—4 ноября и 9 ноября.

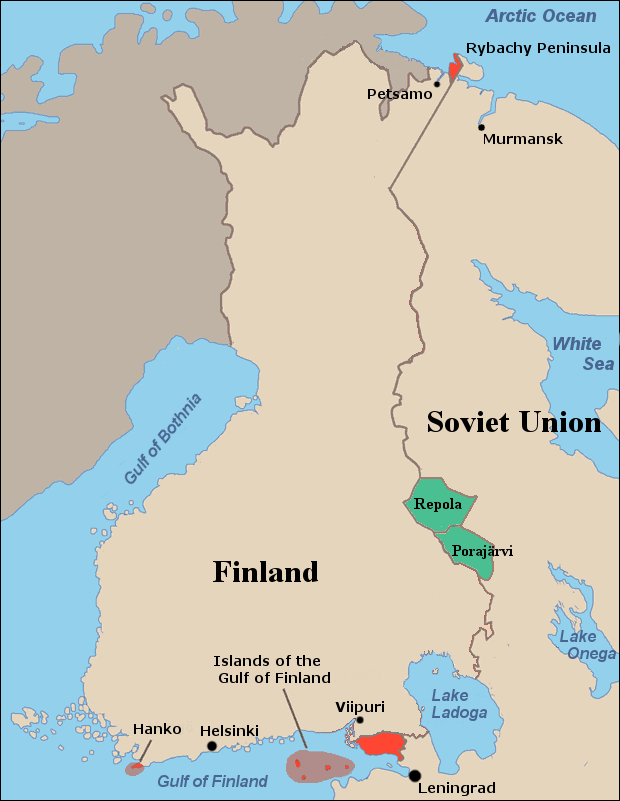
Советское предложение обмена территориями.

Первый раз Финляндию представлял посланник, государственный советник Ю. К. Паасикиви, посол Финляндии в Москве Аарно Коскинен, чиновник министерства иностранных дел Йохан Нюкопп и полковник Аладар Паасонен. На втором и третьем этапе уполномоченным вести переговоры наряду с Паасикиви был министр финансов В. Таннер. На третьем этапе переговоров участвовал и государственный советник Р. Хаккарайнен.
На этих переговорах впервые зашла речь о близости границы к Ленинграду. Иосиф Сталин заметил: «Мы ничего не можем поделать с географией, так же как и вы… Поскольку Ленинград передвинуть нельзя, придётся отодвинуть от него подальше границу».
Представленный советской стороной вариант соглашения выглядел следующим образом:
1. Финляндия переносит границу на 90 км от Ленинграда.
2. Финляндия соглашается сдать в аренду СССР сроком на 30 лет полуостров Ханко для постройки военно-морской базы и размещения там четырёхтысячного воинского контингента для её обороны.
3. Советскому военному флоту предоставляются порты на полуострове Ханко в самом Ханко и в Лаппохья[фин.]
4. Финляндия передаёт СССР острова Гогланд, Лаавансаари (ныне — Мощный), Тютярсаари и Сейскари.
5. Существующий советско-финляндский пакт о ненападении дополняется статьёй о взаимных обязательствах не вступать в группировки и коалиции государств, враждебные той или другой стороне.
6. Оба государства разоружают свои укрепления на Карельском перешейке.
7. СССР передаёт Финляндии территорию в Карелии общей площадью вдвое больше полученной от финской стороны (5529 км²).
8. СССР обязуется не возражать против вооружения Аландских островов собственными силами Финляндии.

СССР предложил обмен территориями, при котором Финляндия получила бы более обширные, но менее стратегически ценные территории в Восточной Карелии — в Реболах и в Пораярви.
СССР обнародовал свои требования до третьей встречи в Москве. Заключившая с СССР договор о ненападении Германия посоветовала финнам на них согласиться. Герман Геринг дал понять министру иностранных дел Финляндии Эркко, что требования о военных базах надо бы принять и на помощь Германии надеяться не стоит.
Государственный совет не пошёл на выполнение всех требований СССР, так как общественное мнение и парламент были против. Вместо этого был предложен компромиссный вариант — Советскому Союзу были предложены острова Суурсаари (Гогланд), Лавенсари (Мощный), Большой Тютерс и Малый Тютерс, Пенисаари (Малый), Сескар и Койвисто (Березовый) — цепочка островов, которая тянется вдоль основного судоходного фарватера в Финском заливе и ближайших к Ленинграду территорий в Териоках и Куоккала (ныне Зеленогорск и Репино), углублённых в советскую территорию. Московские переговоры прекратились 9 ноября 1939 года.
Ранее подобное предложение было сделано прибалтийским странам, и они согласились предоставить СССР военные базы на своей территории. Финляндия же выбрала другое: отстаивать неприкосновенность своей территории. 10 октября из резерва были призваны солдаты на внеплановые учения, что означало полную мобилизацию.
Швеция дала ясно понять о своей позиции нейтралитета, а со стороны других государств не поступило серьёзных заверений о помощи.
Финское правительство отказывалось принимать советские условия (по его мнению, эти условия далеко выходили за рамки вопроса обеспечения безопасности Ленинграда), в то же время пытаясь добиться заключения советско-финского торгового соглашения и согласия СССР на вооружение Аландских островов, демилитаризованный статус которых регулировался Аландской конвенцией 1921 года. К тому же финны не желали отдавать СССР свою единственную защиту от возможного советского нападения — полосу укреплений на Карельском перешейке, известную как «линия Маннергейма»
.
Финны настаивали на своём, хотя 23—24 октября Сталин несколько смягчил позицию в отношении территории Карельского перешейка и численности предполагаемого гарнизона полуострова Ханко. Однако и эти предложения были отклонены финской стороной. «Вы что, хотите спровоцировать конфликт?» / В. Молотов /. Маннергейм при поддержке Паасикиви продолжал настаивать перед своим парламентом о необходимости поиска компромисса, заявив, что армия продержится в обороне не более двух недель, но безрезультатно.
Историк В. Н. Барышников приводит данные о том, что министр иностранных дел Финляндии Ю. Эркко лично способствовал тому, чтобы через печать и, в особенности, через принадлежавшую ему ведущую финскую газету «Хельсингин Саномат» формировалось общественное мнение не в пользу принятия компромиссных соглашений с Советским Союзом и весьма преуспел в этом деле.
31 октября, выступая на VI сессии Верховного Совета СССР, Молотов утверждал, что «Финляндия, и прежде всего Карельский перешеек, была уже к 1939 году превращена в готовый военный плацдарм для третьих держав для нападения на Советский Союз, для нападения на Ленинград».
Возобновившиеся в Москве 3 ноября переговоры сразу зашли в тупик. На них Молотов заявил финской делегации: «Мы, гражданские люди, не достигли никакого прогресса. Теперь слово будет предоставлено солдатам».
Однако Сталин на следующий день пошёл на уступки, предложив вместо аренды полуострова Ханко купить его или даже арендовать у Финляндии вместо него какие-нибудь прибрежные острова. Таннер, бывший тогда министром финансов и входивший в состав финской делегации, также считал, что эти предложения открывают путь к достижению договорённости. Но правительство Финляндии стояло на своём.
3 ноября 1939 года советская газета «Правда» написала: «Мы отбросим к чёрту всякую игру политических картёжников и пойдём своей дорогой, несмотря ни на что, мы обеспечим безопасность СССР, не глядя ни на что, ломая всё и всяческие препятствия на пути к цели».
На последней встрече Сталин, по крайней мере, внешне проявлял искреннее желание добиться компромисса в вопросе о военных базах. Тем не менее финны отказались его обсуждать, и 13 ноября их делегация отбыла в Хельсинки.
Наступило временное затишье, которое финское правительство посчитало подтверждением правильности своей позиции.
26 ноября в «Правде» появилась статья «Шут гороховый на посту премьера», которая стала сигналом к началу антифинской пропагандистской кампании. В тот же день произошёл артиллерийский обстрел территории СССР у населённого пункта Майнила. Руководством СССР вина за этот инцидент была возложена на Финляндию. В советских органах информации к широко используемым для именования враждебных элементов терминам «белогвардеец», «белополяк», «белоэмигрант» был добавлен новый — «белофинн».
28 ноября было объявлено о денонсации Договора о ненападении с Финляндией, а 30 ноября советским войскам был дан приказ к переходу в наступление.

## Подготовка к войне
С середины 1939 года в СССР начались военные приготовления. В июне−июле на Главном военном совете СССР обсуждался оперативный план нападения на Финляндию. В числе прочих недостатков выяснилось практически полное отсутствие подготовки северо-западного театра военных действий к войне (неготовность железнодорожных станций к приему и обработке военных грузов, отсутствие путей подвоза к запланированным местам сосредоточения войск, отсутствие надлежащих запасов и т. д.); срочно были розданы задания на исправление недостатков, но к началу войны мало что успели сделать.
7—12 августа на Карельском перешейке Финляндия провела крупные военные учения, на которых отрабатывалось отражение нападения со стороны СССР. Были приглашены все военные атташе, кроме советского.
С середины сентября начинается сосредоточение частей Ленинградского военного округа вдоль границы. 29 октября командование ЛенВО представило наркому обороны Ворошилову «план разгрома сухопутных и морских сил Финляндии».
После срыва ноябрьских переговоров стороны активизировали свои военные приготовления. На Карельском перешейке продолжали сосредотачиваться советские войска, на полевые приграничные аэродромы прибывала авиация. 15 ноября по приказу Ворошилова переданная в ЛенВО 7-я армия заняла позиции севернее Ленинграда. Севернее, в районе Кандалакши — Кеми, формировалась 9-я армия. Её войска выдвигались к западной части Карелии.
Финляндия также увеличила число дивизий на Карельском перешейке — с двух-трёх до семи, начала эвакуацию населения не только из пограничных районов, но и из Хельсинки и других крупных городов. Только в октябре было эвакуировано более 150 тыс. человек. Продолжалась модернизация «линии Маннергейма».

### Стратегические планы сторон

#### План СССР

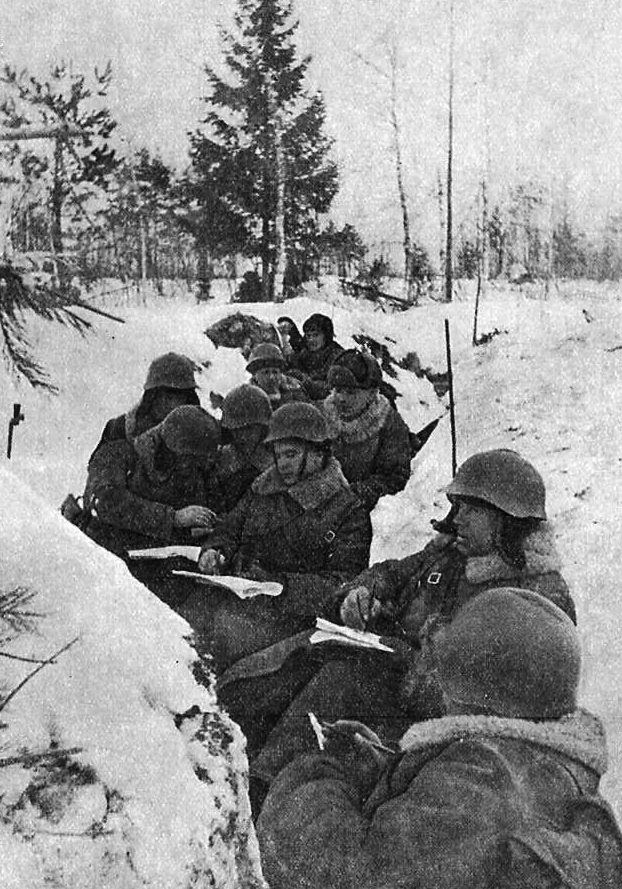
Красноармейское партсобрание в окопах

План войны с Финляндией предусматривал развёртывание боевых действий на трёх направлениях. Первым из них было направление удара на Карельском перешейке, где предполагалось вести прямой прорыв полосы финской обороны (которая в ходе войны получила название «линии Маннергейма») в направлении на Выборг, и севернее Ладожского озера.
Вторым направлением была центральная Карелия, соседствующая с той частью Финляндии, где её широтная протяженность была наименьшей. Предполагалось здесь, в районе Суомуссалми — Раате, разрезать территорию страны надвое и войти на побережье Ботнического залива в город Оулу. Для парада в городе предназначалась отборная и хорошо экипированная 44-я дивизия.
Наконец, с целью недопущения контрударов и возможной высадки десантов западных союзников Финляндии со стороны Баренцева моря предполагалось вести боевые действия в Лапландии.
Главным направлением считалось направление на Выборг — между Вуоксой и побережьем Финского залива. Здесь, после успешного прорыва линии обороны (либо обхода линии с севера), РККА получала возможность ведения войны на удобной для действия танков территории, не имеющей серьёзных долговременных укреплений. В таких условиях значительное преимущество в живой силе и подавляющее в технике могло проявиться максимально полным образом. Предполагалось после прорыва укреплений провести наступление на Хельсинки и добиться полного прекращения сопротивления. Параллельно планировались действия Балтийского флота и выход к границе Норвегии в Заполярье. Это позволило бы обеспечить в будущем быстрый захват Норвегии и прекратить поставки железной руды в Германию.
План опирался на неверное представление о слабости финской армии и неспособности её к длительному сопротивлению. Также неверной оказалась и оценка численности финских войск: «считалось, что финская армия в военное время будет иметь до 10 пехотных дивизий и десятка полтора отдельных батальонов». Кроме того, советское командование не располагало сведениями о линии укреплений на Карельском перешейке, к началу войны имея о них лишь «отрывочные агентурные данные». Так, даже в разгар боёв на Карельском перешейке Мерецков сомневался в том, что у финнов есть долговременные сооружения, хотя ему докладывали о существовании дотов «Поппиус» (Sj4) и «Миллионер» (Sj5).

#### План Финляндии
На правильно определённом Маннергеймом направлении главного удара предполагалось задерживать противника как можно более длительное время.
План обороны финнов севернее Ладожского озера заключался в том, чтобы остановить противника на линии Кителя (район Питкяранты) — Леметти (у озера Сюскюярви). В случае необходимости русские должны были быть остановлены севернее у озера Суоярви на эшелонированных позициях.
(Сюда перед войной была проведена железнодорожная ветка от железнодорожной магистрали Ленинград — Мурманск и созданы крупные запасы боеприпасов, топлива. Поэтому неожиданностью для финнов был ввод в бои на северном берегу Ладоги семи дивизий, число которых было доведено до 10.
Финское командование рассчитывало, что все принятые меры гарантируют быструю стабилизацию фронта на Карельском перешейке и активное сдерживание на северном участке границы. Считалось, что финская армия сумеет самостоятельно сдерживать противника до полугода. По стратегическому плану предполагалось дождаться помощи от Запада, после чего провести контрнаступление в Карелии.

### Вооружённые силы противников
Соотношение сил к 30 ноября 1939 года :
|               | дивизии, расчётные | личный состав | орудия и миномёты                 | танки | самолёты |
| финская армия | 14                 | 265 000       | 534 (без учёта береговых батарей) | 64    | 270      |
| Красная армия | 24                 | ≈ 400 000     | 1915                              | 1476  | ≈ 1000   |

#### Финская бронетехника

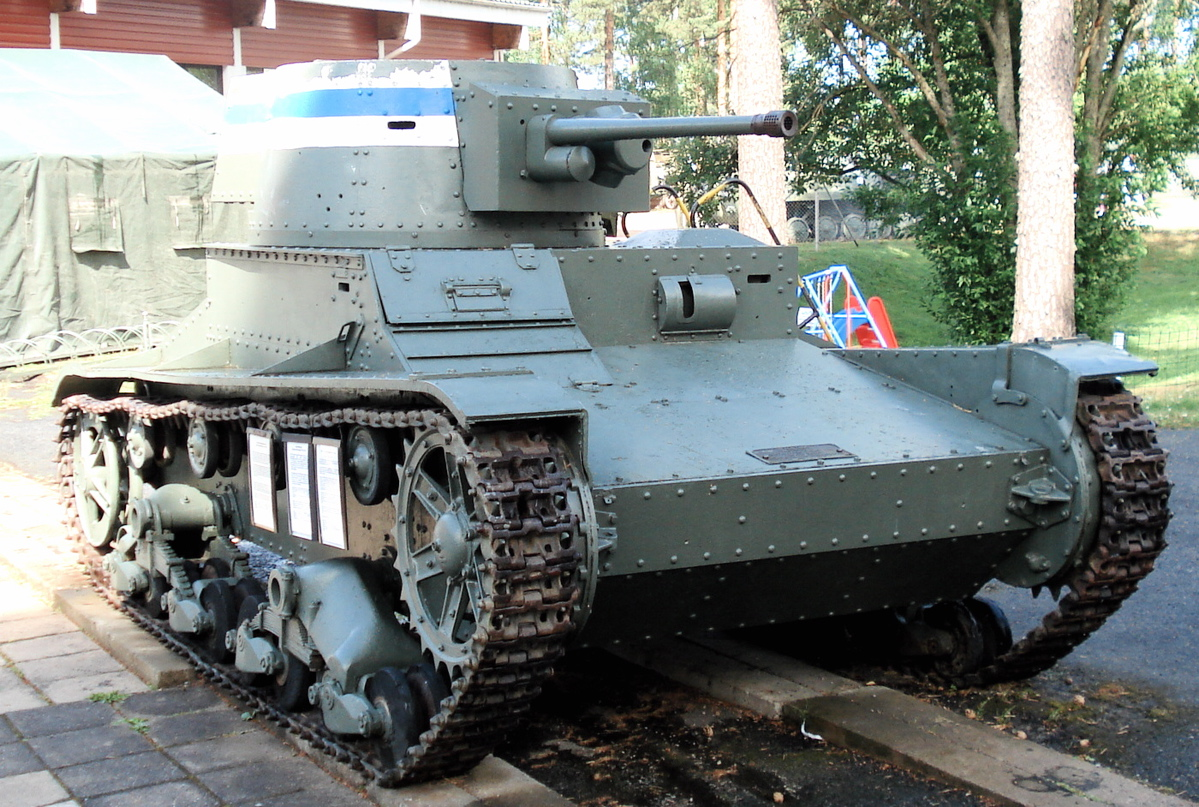
Финский танк Vickers Mk E

Финская бронетехника к 30 ноября 1939 года насчитывала 32 танка Vickers Mk E и 32 танка Renault FT времён Первой мировой войны, большинство из которых годилось лишь в качестве неподвижных огневых точек. Также на вооружении финнов был по меньшей мере один бронеавтомобиль L-182 шведского производства. Ещё один бронеавтомобиль «Sisu» стоял на вооружении одной из структур МВД страны. К окончанию войны финнам досталось значительное количество советской бронетехники в качестве трофеев.

#### Бронетехника СССР

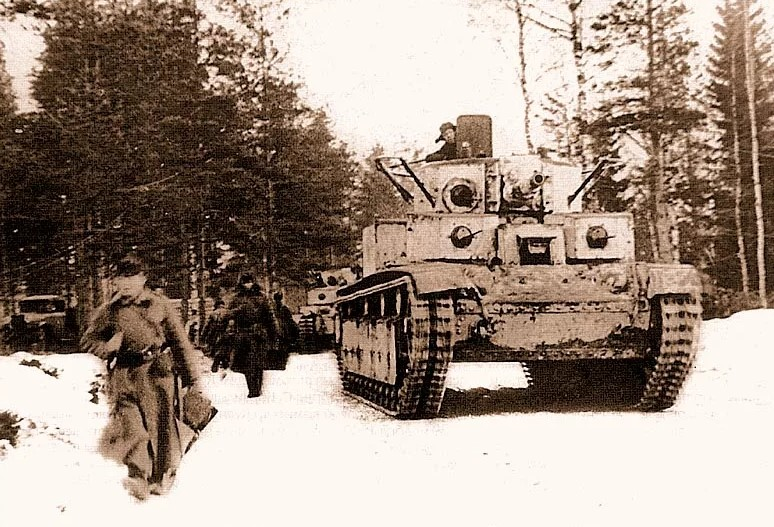
В ходе боёв на «Линии Маннергейма» танки Т-28 использовались по своему прямому назначению — для поддержки пехоты при прорыве укреплённых позиций противника

К началу Зимней войны броню всех советских серийных танков, включая средние Т-28, без труда пробивали противотанковые ружья и пушки всех типов из числа имевшихся на вооружении Финляндии. Лёгкие танки серии БТ, а также Т-26 (включая огнемётные и телеуправляемые модификации) и плавающие Т-37 и Т-38 имели только противопульное бронирование. Легкобронированные артиллерийские тягачи Т-20 «Комсомолец» и имевшие лишь пулемётное вооружение танки Т-37 и Т-38 не могли эффективно поражать бронированные цели. Большинство пушечных танков было оснащено пушками калибра 45 мм, мало пригодными для разрушения дотов, построенных с использованием железобетона и гранита.
На позднем этапе войны некоторые машины были оснащены дополнительными броневыми экранами, что увеличило их защищённость. Только новейшие единичные образцы экспериментальной техники, такие как СМК, КВ, и Т-100 (имевшиеся только в одном батальоне 20-й танковой бригады), показали достаточную эффективность при прорыве финских хорошо укреплённых узлов обороны. Первый бой с их участием произошёл 18 декабря 1939 года.

#### ВМС Финляндии
К 1939 году Военно-морские силы Финляндии состояли из следующих кораблей:
- Броненосцы береговой обороны — 2 (Väinämöinen, Ilmarinen).
- Минные заградители — 8 (Louhi, Ruotsinsalmi, Riilahti, Pommi, Baltic, Frej, Poseidon, Suomi).
- Канонерские лодки — 4 (Hämeenmaa, Uusimaa, Karjala, Turunmaa).
- Подводные лодки — 5 (Vetehinen, Iku-Turso, Vesihiisi, Vesikko, Saukko).
- Сторожевые корабли — 11.
- Сторожевые и торпедные катера — 20.
- Тральщики — 14[69].

#### ВВС Финляндии

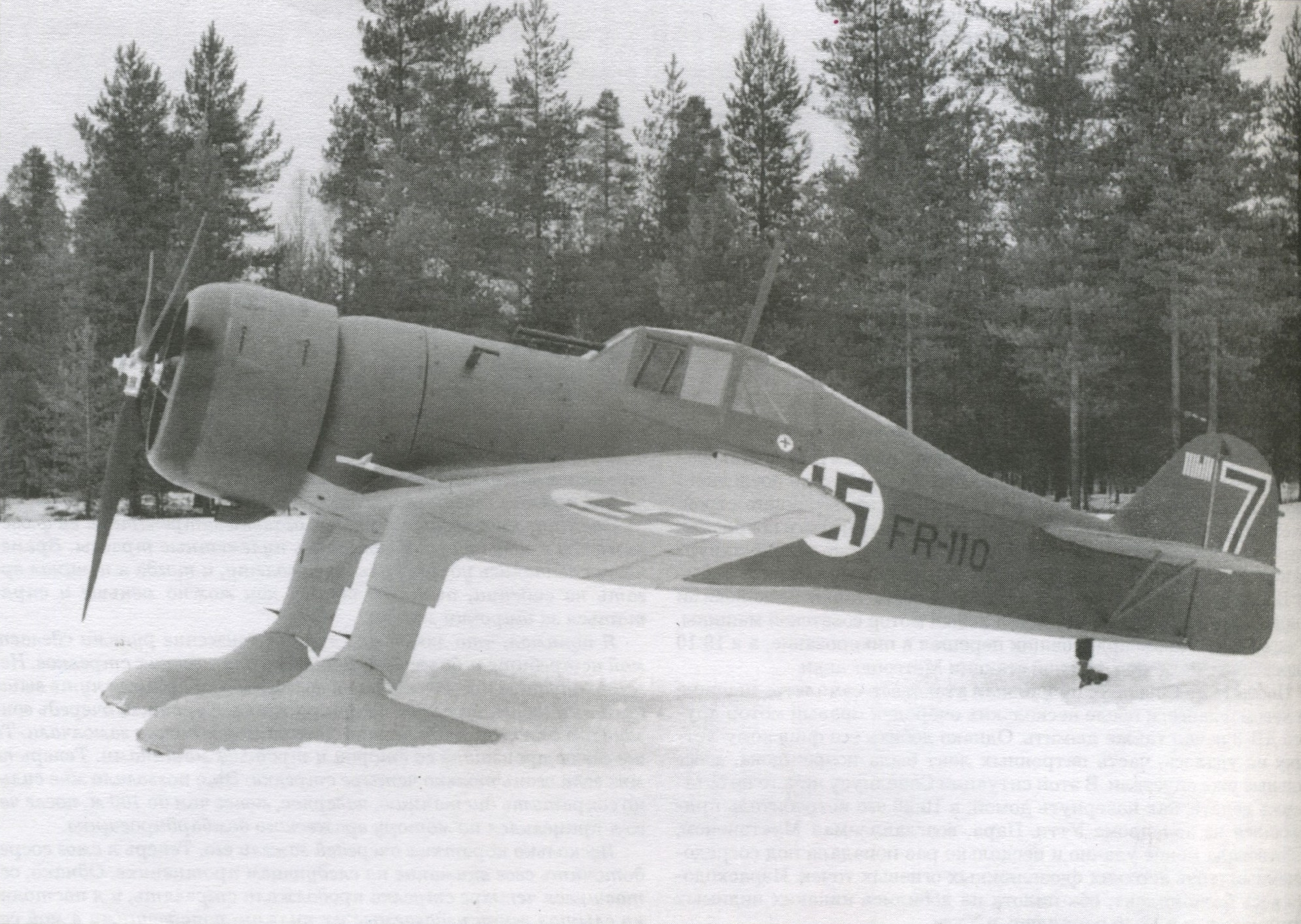
Истребитель Fokker D.XXI финских ВВС, 1939 (свастика в финских ВВС использовалась с 1918 года и не была связана с идеологией национал-социализма)

В течение войны в Финляндию было поставлено ещё более сотни самолётов в основном британского, итальянского, французского и американского производства.
В состав финской дивизии входили: штаб, три пехотных полка, одна лёгкая бригада, один полк полевой артиллерии, две инженерные роты, одна рота связи, одна сапёрная рота, одна интендантская рота.
В состав советской дивизии входили: три пехотных полка, один полк полевой артиллерии, один полк гаубичной артиллерии, одна батарея противотанковых орудий, один батальон разведки, один батальон связи, один инженерный батальон.
Финская дивизия уступала советской как по численности (14 200 против 17 000), так и по огневой мощи, что видно из следующей сопоставительной таблицы:
| вооружение                       | финская дивизия | советская дивизия |
| -------------------------------- | --------------- | ----------------- |
| винтовки Мосина                  | 11 000          | 14 000            |
| пистолеты-пулемёты               | 250             | —                 |
| ручные пулемёты                  | 250             | 419               |
| пулемёты Ма́ксима 7,62 мм         | 116             | 200               |
| пулемёты 12,7 мм                 | —               | 6                 |
| зенитные пулемёты (счетверённые) | —               | 8×4               |
| миномёты 81—82 мм                | 18              | 18                |
| миномёты 120 мм                  | —               | 12                |
| орудия калибра 37—45 мм          | 18              | 48                |
| орудия калибра 75—90 мм          | 24              | 36                |
| орудия калибра 105—152 мм        | 12              | 36                |
| танки                            | —               | 35                |
| бронеавтомобили                  | —               | 15                |

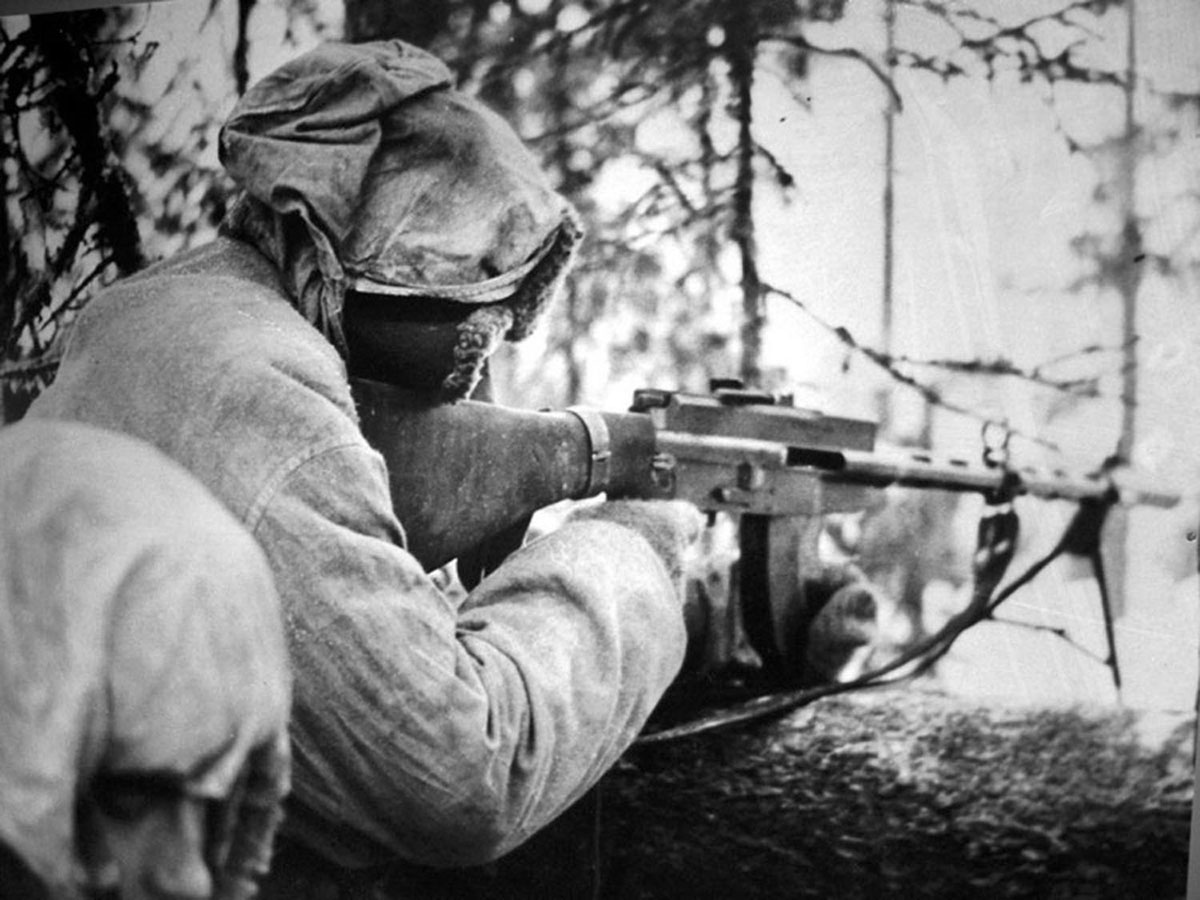
Финский солдат с пулемётом
Lahti‑Saloranta M‑26

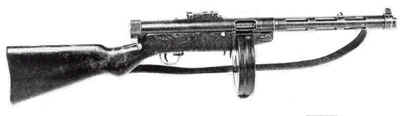
Пистолет-пулемёт «Суоми»

Советская дивизия по совокупной огневой мощи пулемётов и миномётов в два раза превосходила финскую, а по огневой мощи артиллерии — в три раза. В РККА не было на вооружении пистолетов-пулемётов, но это частично компенсировалось наличием автоматических и полуавтоматических винтовок. Артиллерийская поддержка советских дивизий осуществлялась по запросам высшего командования; в их распоряжении имелись многочисленные танковые бригады, а также неограниченное количество боеприпасов

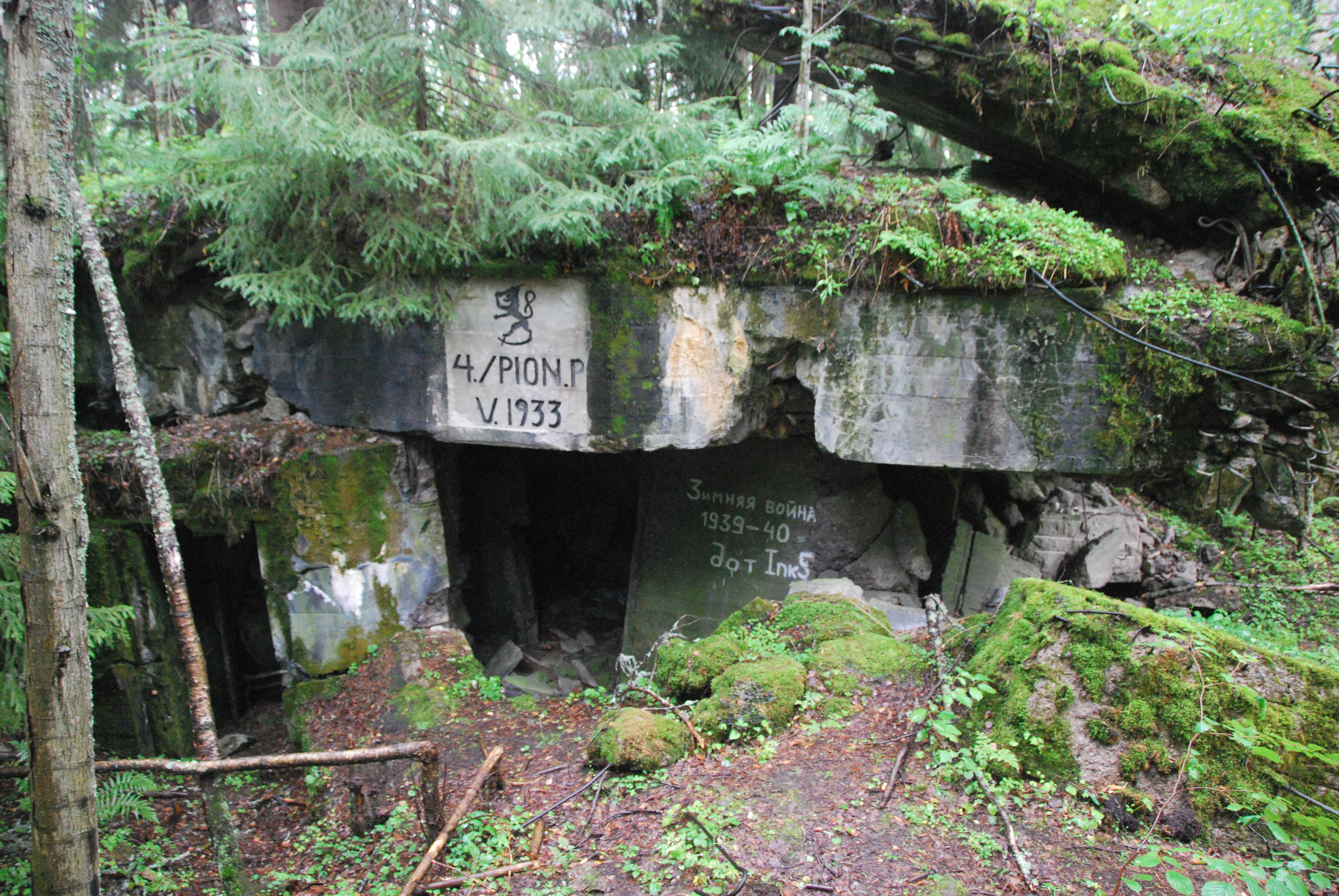
ДОТ Ink5 на линии Маннергейма

На Карельском перешейке рубежом обороны Финляндии была «линия Маннергейма», состоявшая из нескольких укреплённых оборонительных полос с бетонными и древоземляными огневыми точками, ходами сообщения, противотанковыми преградами. В состоянии боеготовности там находилось 74 старых (c 1924 года) одноамбразурных пулемётных дота фронтального огня, 48 новых и модернизированных дотов, имевших от одной до четырёх пулемётных амбразур фланкирующего огня, 7 артиллерийских дотов и один пулемётно-артиллерийский капонир. В общей сложности — 130 долговременных огневых сооружений были расположены по линии длиною около 140 км от берега Финского залива до Ладожского озера. В 1939 году были созданы наиболее современные укрепления. Однако их число не превышало 10, поскольку их сооружение было на пределе финансовых возможностей государства, а народ назвал их из-за высокой стоимости «миллионниками».
Северный берег Финского залива был укреплён многочисленными артбатареями на берегу и на прибрежных островах. Был заключён секретный договор между Финляндией и Эстонией о военном сотрудничестве. Одним из элементов должна была служить координация огня финских и эстонских батарей с целью полного блокирования советского флота. Этот план не сработал. Эстония к началу войны согласно пакту о взаимопомощи между Эстонией и СССР от 28.09.1939, подписанному под давлением СССР, предоставила свои территории для военных баз СССР, которые использовались советской авиацией для авиаударов по Финляндии.
На Ладожском озере финны также располагали береговой артиллерией и боевыми кораблями. Участок границы севернее Ладожского озера укреплён не был. Здесь заблаговременно велась подготовка к партизанским действиям, для которых были все условия: лесисто-болотистая местность, где невозможно нормальное использование боевой техники, узкие грунтовые дороги и покрытые льдом озёра, на которых войска противника очень уязвимы. В конце 1930-х годов в Финляндии было построено много аэродромов для принятия самолётов западных союзников.
Финляндия начала строительство военно-морского флота с закладки броненосцев береговой обороны, корабли проектировались для Финского и Ботнического заливов, зимой имеющих довольно толстый ледовый покров, обводы корпусов получили ярко выраженные ледокольные очертания. Их основные ТТХ: водоизмещение — 3900 т, скорость хода — 15 узлов, вооружение — 4×254 мм, 4×2 105 мм, 4x1— 40-мм. Броненосцы «Ильмаринен» и «Вяйнямёйнен» были заложены в августе 1929 года, приняты в состав ВМС Финляндии в декабре 1932 года.
Бронетехника финской армии на ноябрь 1939 года была представлена 32 лёгкими танками Vickers 6-ton, одним бронеавтомобилем Landsverk L-182, несколькими танкетками Carden-Loyd. Танки Renault FT, полученные финнами ещё в 1919 году в количестве 32 единиц (14 с 37-мм пушками и 18 — пулемётные), к 1939 году морально устарели, однако могли ещё использоваться, в том числе как неподвижные огневые точки.

### Майнильский инцидент
Официальным поводом к войне стал Майнильский инцидент. 26 ноября 1939 года советское правительство обратилось к правительству Финляндии с официальной нотой, в которой заявлялось: «26 ноября, в 15 часов 45 минут, наши войска, расположенные на Карельском перешейке у границы Финляндии, около села Майнила, были неожиданно обстреляны с финской территории артиллерийским огнём. Всего было произведено семь орудийных выстрелов, в результате чего убито трое рядовых и один младший командир, ранено семь рядовых и двое из командного состава. Советские войска, имея строгое приказание не поддаваться провокации, воздержались от ответного обстрела». Нота была составлена в умеренных выражениях и требовала отвода финских войск на 20—25 км от границы во избежание повторения инцидентов. Тем временем финские пограничники спешно провели расследование инцидента, тем более что пограничные посты были свидетелями обстрела. Ответной нотой финны заявили, что обстрел был зафиксирован финскими постами, выстрелы были произведены с советской стороны, по наблюдениям и оценкам финнов с расстояния около 1,5—2 км на юго-восток от места падения снарядов, что на границе у финнов есть только пограничные войска и нет орудий, тем более дальнобойных, но что Хельсинки готов приступить к переговорам об обоюдном отводе войск и начать совместное расследование инцидента. Ответная нота СССР гласила: «отрицание со стороны правительства Финляндии факта возмутительного артиллерийского обстрела финскими войсками советских войск, повлёкшего за собой жертвы, не может быть объяснено иначе, как желанием ввести в заблуждение общественное мнение и поиздеваться над жертвами обстрела. <…> Отказ правительства Финляндии отвести войска, совершившие злодейский обстрел советских войск, и требование об одновременном отводе финских и советских войск, исходящие формально из принципа равенства сторон, изобличают враждебное желание правительства Финляндии держать Ленинград под угрозой». СССР объявил о своём выходе из Пакта о ненападении с Финляндией, мотивируя это тем, что сосредоточение финских войск под Ленинградом создаёт угрозу городу и является нарушением пакта.
Н. С. Хрущёв рассказывает, что поздней осенью (по смыслу именно 26 ноября) он обедал в квартире Сталина вместе с Молотовым и Куусиненом. Между последними шёл разговор об осуществлении уже принятого решения — предъявлении Финляндии ультиматума; тогда же Сталин заявил, что Куусинен возглавит новую Карело-Финскую ССР с присоединением «освобождённых» финских районов. Сталин считал, «что после того, как Финляндии будут предъявлены ультимативные требования территориального характера и в случае, если она их отвергнет, придётся начать военные действия», заметив: «сегодня начнётся это дело». Сам Хрущёв считал (в согласии с настроением Сталина, как он утверждает), что «достаточно громко сказать им <финнам>, если же не услышат, то разок выстрелить из пушки, и финны поднимут руки вверх, согласятся с требованиями». В Ленинград был заранее послан замнаркома обороны маршал Г. И. Кулик (артиллерист) для организации провокации. Хрущёв, Молотов и Куусинен долго сидели у Сталина, ожидая ответа финнов; все были уверены, что Финляндия испугается и согласится на советские условия.
По поводу этих событий Маннергейм впоследствии писал:

…И вот провокация, которую я ожидал с середины октября, свершилась. Когда я лично побывал 26 октября на Карельском перешейке, генерал Неннонен заверил меня, что артиллерия полностью отведена за линию укреплений, откуда ни одна батарея не в силах произвести выстрел за пределы границы <…> Нам не пришлось долго ждать претворения в жизнь слов Молотова, произнесённых на московских переговорах: «Вести разговоры теперь наступит очередь солдат». 26 ноября Советский Союз организовал провокацию, известную ныне под названием «Выстрелы в Майнила». <…> Во время войны 1941—1944 годов пленные русские детально описали, как была организована неуклюжая провокация…— К. Г. Маннергейм

### Разрыв отношений и начало войны

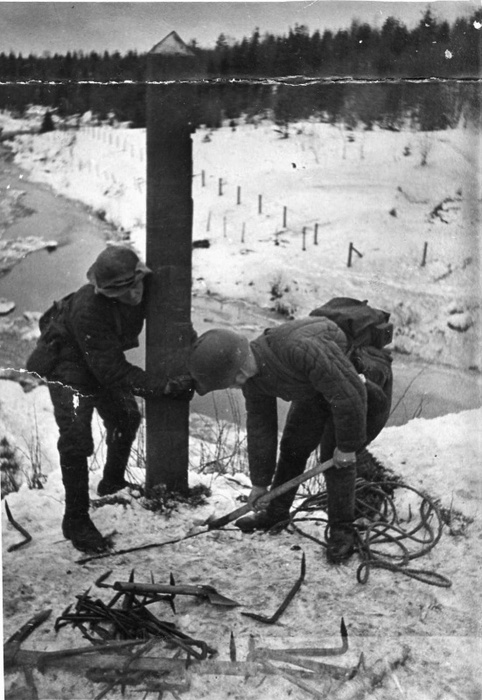
Советские солдаты выкапывают столб на погранзаставе Майнила, 30 ноября 1939 года

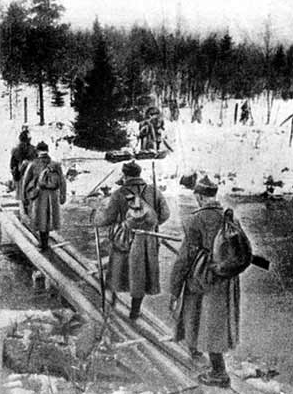
Советские пехотинцы переходят реку Раяйоки в Карелии, 30 ноября 1939 года

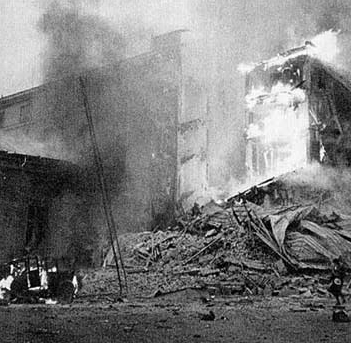
Последствия первой бомбёжки Хельсинки

Вечером 29 ноября финский посланник в Москве А. Юрьё-Коскинен (фин. Aarno Yrjö-Koskinen) был вызван в Народный комиссариат иностранных дел, где заместитель наркома В. П. Потёмкин вручил ему новую ноту. В ней говорилось, что, ввиду сложившегося положения, ответственность за которое ложится на правительство Финляндии, правительство СССР признало необходимым немедленно отозвать из Финляндии своих политических и хозяйственных представителей. Это означало разрыв дипломатических отношений. В тот же день финны отметили нападение на их пограничников у Петсамо.
Утром 30 ноября был сделан и последний шаг. Как говорилось в официальном сообщении, «по приказу Главного Командования Красной Армии, ввиду новых вооружённых провокаций со стороны финской военщины, войска Ленинградского военного округа в 8 часов утра 30 ноября перешли границу Финляндии на Карельском перешейке и в ряде других районов». В тот же день советская авиация бомбила и обстреляла из пулемётов Хельсинки; при этом в результате ошибки лётчиков пострадали в основном жилые рабочие кварталы. В ответ на протесты европейских дипломатов Молотов заявил, что советские самолёты сбрасывали на Хельсинки хлеб для голодающего населения (после чего советские бомбы стали называть в Финляндии «молотовскими хлебными корзинами»). При этом официального объявления войны так и не последовало.
Согласно заявлениям советской стороны, целью СССР было добиться военным путём того, чего не удалось сделать мирным: обеспечить безопасность Ленинграда, который находился в опасной близости от границы и в случае начала войны (в которой Финляндия была готова предоставить свою территорию врагам СССР в качестве плацдарма[кому?]) неминуемо был бы захвачен в первые дни (или даже часы) или по крайней мере подвергнут артиллерийскому обстрелу (удаление от границы составляло 30 км, что не являлось препятствием для тяжёлой артиллерии). В 1931 году Ленинград был выделен из области и стал городом республиканского подчинения, и часть границ некоторых подчинённых непосредственно Ленсовету территорий являлась одновременно границей между СССР и Финляндией.

Утверждают, что проводимые нами меры направлены против независимости Финляндии или на вмешательство в её внутренние и внешние дела. Это — такая же злостная клевета. Мы считаем Финляндию, какой бы там режим ни существовал, независимым и суверенным государством во всей её внешней и внутренней политике. Мы стоим твёрдо за то, чтобы свои внутренние и внешние дела решал сам финляндский народ, как это он сам считает нужным.— В. М. Молотов
Молотов более резко оценивал политику Финляндии в докладе 29 марта, где говорил о «враждебности к нашей стране в правящих и военных кругах Финляндии» и хвалил мирную политику СССР:

Проникнутая миролюбием внешняя политика СССР и здесь была продемонстрирована с полной определённостью. Советский Союз сразу же заявил, что он стоит на позиции нейтралитета и неуклонно проводил эту политику в течение всего истекшего периода.— В. М. Молотов
Оценку Молотова по отношению к её политике разделяли и иностранные дипломаты, поддерживавшие тесные контакты с правящими кругами Финляндии. Так ещё 29 декабря 1933 года польский посланник в Хельсинки Харват сообщал в Варшаву, что политика Финляндии характеризуется «агрессивностью против России… В позиции Финляндии к СССР доминирует вопрос о присоединении Карелии к Финляндии». Харват называл Финляндию «наиболее воинственным государством в Европе».
Латвийский посланник в Финляндии в свою очередь информировал Ригу 16 июня 1934 года:

В головах финских активистов… глубоко укоренился карельский вопрос. Эти круги с нетерпением ждут конфликта России с какой-либо великой державой, раньше с Польшей, а теперь с Германией или Японией, чтобы реализовать свою программу. Это движение… может когда-то послужить искрой, от которой загорится пороховая бочка.— 
Бывший президент Финляндии П. Свинхувуд говорил, что «любой враг России должен всегда быть другом Финляндии».

Правильно ли поступили Правительство и Партия, что объявили войну Финляндии? Этот вопрос специально касается Красной Армии.

Нельзя ли было обойтись без войны? Мне кажется, что нельзя было. Невозможно было обойтись без войны. Война была необходима, так как мирные переговоры с Финляндией не дали результатов, а безопасность Ленинграда надо было обеспечить, безусловно, ибо его безопасность есть безопасность нашего Отечества. Не только потому, что Ленинград представляет процентов 30—35 оборонной промышленности нашей страны и, стало быть, от целостности и сохранности Ленинграда зависит судьба нашей страны, но и потому, что Ленинград есть вторая столица нашей страны.— Выступление И. В. Сталина на совещании начальствующего состава 17.04.1940
Правда, самые первые требования СССР в 1938 году не упоминали Ленинграда и не требовали переноса границы, однако требования об аренде Ханко, находящегося за сотни километров на запад, увеличивали безопасность Ленинграда. Постоянным в требованиях было только следующее: получить военные базы на территории Финляндии и вблизи её побережья и обязать её не просить помощи у третьих стран.

## Терийокское правительство

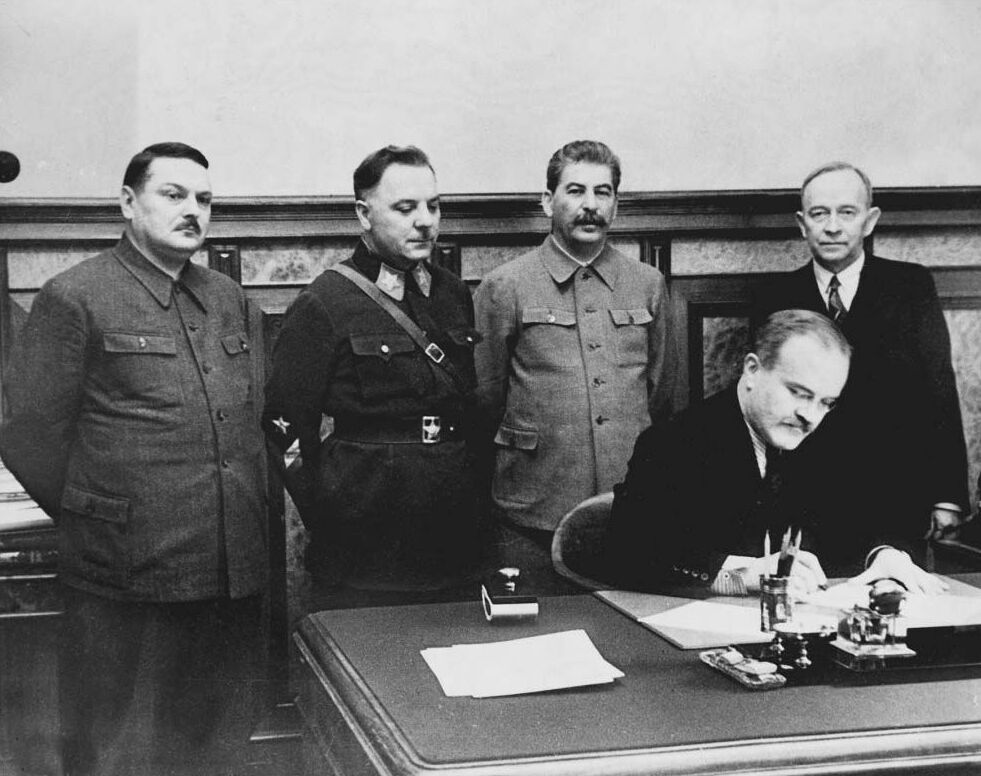
В. М. Молотов подписывает договор между СССР и Териокским правительством. Стоят: А. А. Жданов, К. Е. Ворошилов, И. В. Сталин, О. В. Куусинен (Москва, 2 декабря 1939)

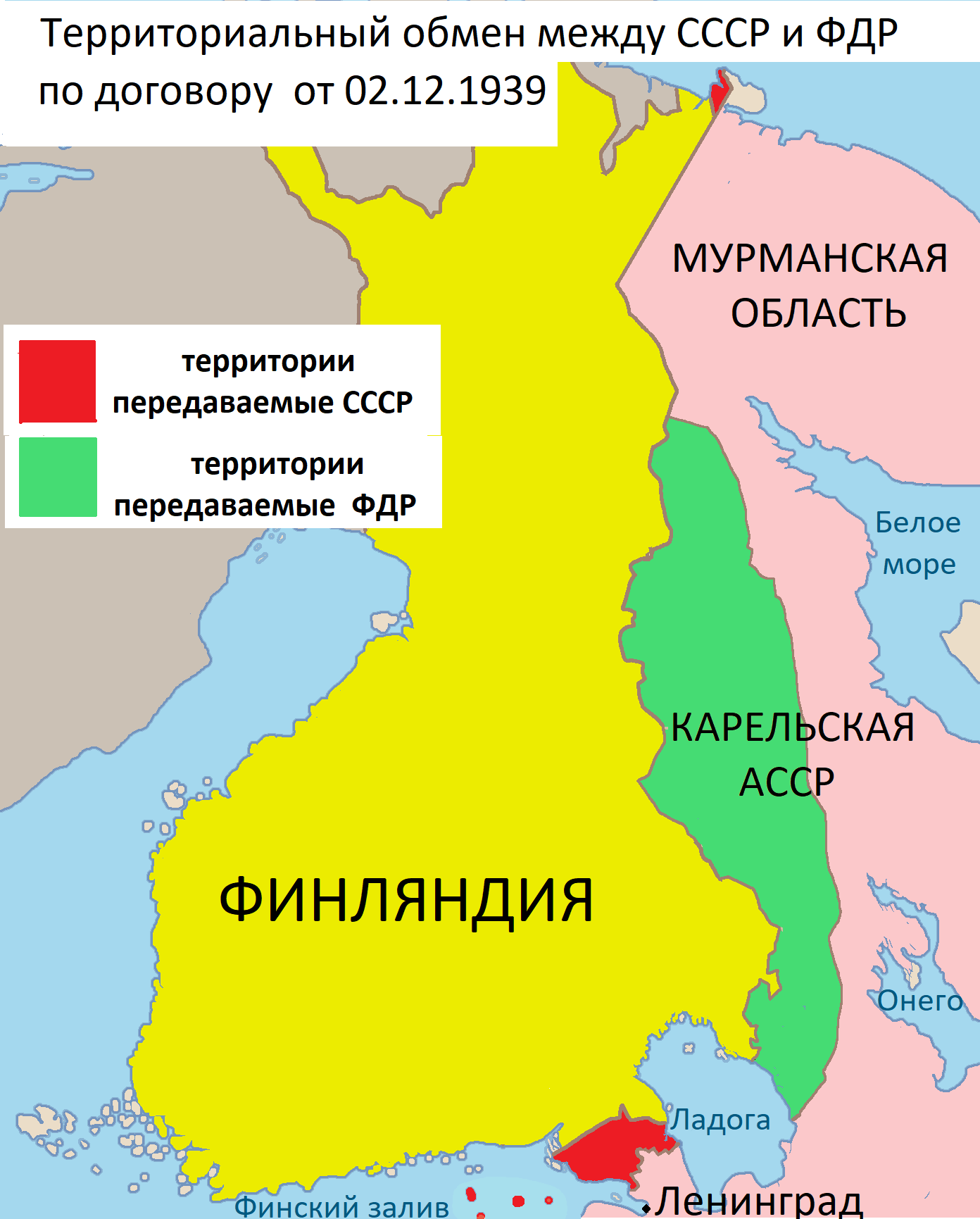

1 декабря 1939 года в газете «Правда» было напечатано сообщение, в котором говорилось, что в Финляндии образовано так называемое «Народное правительство», во главе которого встал Отто Куусинен. В исторической литературе правительство Куусинена обычно именуется «терийокским», поскольку находилось оно, после начала войны, в посёлке Терийоки (ныне город Зеленогорск). Это правительство было официально признано СССР.
2 декабря в Москве состоялись переговоры между правительством Финляндской демократической республики во главе с Отто Куусиненом и советским правительством во главе с В. М. Молотовым, на которых был подписан Договор о взаимопомощи и дружбе. В переговорах также принимали участие Сталин, Ворошилов и Жданов.
Основные положения этого договора соответствовали требованиям, которые ранее СССР предъявлял финским представителям (передача территорий на Карельском перешейке, продажа ряда островов в Финском заливе, сдача в аренду Ханко). В обмен предусматривалась передача Финляндии значительных территорий в советской Карелии и денежная компенсация. Также СССР обязался поддерживать Финскую Народную Армию вооружением, помощью в подготовке специалистов и т. д. Договор заключался сроком на 25 лет, и, в случае, если за год до истечения срока договора ни одна из сторон не заявляла о его расторжении, он автоматически продлевался ещё на 25 лет. Договор вступал в силу с момента его подписания сторонами, а ратификация планировалась «в возможно более короткий срок в столице Финляндии — городе Хельсинки».
В последующие дни происходили встречи Молотова с официальными представителями Швеции и США, на которых объявлялось о признании Народного правительства Финляндии.
Было объявлено, что предыдущее правительство Финляндии бежало и, следовательно, страной более не руководит. СССР заявил в Лиге Наций, что отныне будет вести переговоры только с новым правительством.

ПРИЁМ тов. МОЛОТОВЫМ ШВЕДСКОГО ПОСЛАННИКА г. ВИНТЕРА

Принятый тов. Молотовым 4 декабря шведский посланник г. Винтер сообщил о желании так называемого «финляндского правительства» приступить к новым переговорам о соглашении с Советским Союзом.

Тов. Молотов объяснил г. Винтеру, что Советское правительство не признает так называемого «финляндского правительства», уже покинувшего г. Хельсинки и направившегося в неизвестном направлении, и потому ни о каких переговорах с этим «правительством» не может теперь стоять вопрос. Советское правительство признает только народное правительство Финляндской Демократической Республики, заключило с ним договор о взаимопомощи и дружбе, и это является надёжной основой развития мирных и благоприятных отношений между СССР и Финляндией.— 
«Народное правительство» было сформировано в СССР из финских коммунистов. Руководство Советского Союза считало, что использование в пропаганде факта создания «народного правительства» и заключения с ним договора о взаимопомощи, свидетельствующего о дружбе и союзе с СССР при сохранении независимости Финляндии, позволит оказать влияние на финское население, усилив разложение в армии и в тылу.
Финская народная армия
С 11 ноября 1939 началось формирование первого корпуса «Финской народной армии» (первоначально 106-я горнострелковая дивизия), получившего название «Ингерманландия», который укомплектовывался финнами и карелами, служившими в войсках Ленинградского военного округа.
К 26 ноября в корпусе насчитывалось 13 405 человек, а в феврале 1940 года — 25 тыс. военнослужащих, которые носили свою национальную форму.
Эта «народная» армия должна была заменить в Финляндии оккупационные части РККА и стать военной опорой «народного» правительства. «Финны» в конфедератках провели в Ленинграде парад. Куусинен объявил, что именно им будет предоставлена честь водрузить красный флаг над президентским дворцом в Хельсинки.
В Управлении пропаганды и агитации ЦК ВКП(б) был подготовлен проект инструкции «С чего начать политическую и организационную работу коммунистов (прим.: слово „коммунистов“ зачёркнуто Ждановым) в районах, освобождённых от власти белых», в которой указывались практические меры по созданию народного фронта на оккупированной финской территории. В декабре 1939 года эта инструкция применялась в работе с населением финской Карелии, но отход советских войск привёл к свёртыванию этих мероприятий.
Несмотря на то, что Финская народная армия не должна была участвовать в боевых действиях, с конца декабря 1939 года подразделения ФНА стали широко использоваться для решения боевых задач. В течение всего января 1940 года разведчики 5-го и 6-го полков 3-й СД ФНА выполняли специальные диверсионные задания на участке 8-й армии: уничтожали склады боеприпасов в тылу финских войск, взрывали железнодорожные мосты, минировали дороги. Подразделения ФНА участвовали в боях за Лункулансаари и при взятии Выборга.
Когда стало ясно, что война затягивается, а финны сплотились вокруг своих лидеров, марионеточное правительство Куусинена отошло в тень и более не упоминалось в официальной печати. Когда в январе начались советско-финские консультации по вопросу заключения мира, о нём как будто забыли. С 25 января правительство СССР признало правительство в Хельсинки законным правительством Финляндии.

## Иностранная военная помощь Финляндии

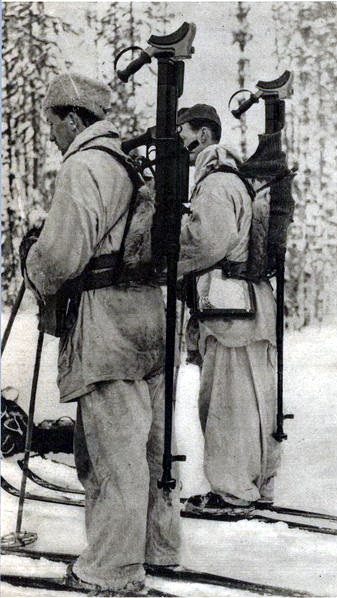
Шведские добровольцы в Финляндии с противотанковыми ружьями Boys

Вскоре после начала военных действий в Финляндию стали прибывать отряды и группы добровольцев из разных стран мира. В общей сложности в Финляндию прибыло свыше 11 тыс. добровольцев, в том числе 8 тыс. из Швеции («Шведский добровольческий корпус»), 1 тыс. из Норвегии, 600 из Дании, 400 из Венгрии («Отряд Сису»), 300 из США, а также граждане Великобритании, Эстонии и ряда других государств. Финский источник называет число в 12 тыс. иностранцев, прибывших в Финляндию для участия в войне.
Среди воевавших на стороне Финляндии были русские белоэмигранты: в январе 1940 года в Финляндию прибыли Б. Бажанов и ещё несколько русских белоэмигрантов из Русского общевоинского союза (РОВС), после встречи 15 января 1940 года с Маннергеймом они получили разрешение на формирование антисоветских вооружённых отрядов из пленных красноармейцев. В дальнейшем из пленных было создано несколько небольших «Русских народных отрядов» под командованием шести офицеров-белоэмигрантов из РОВС. Только один из этих отрядов — 30 бывших военнопленных под командованием «штабс-капитана К.» в течение десяти дней находился на линии фронта и успел принять участие в боевых действиях.
В финскую армию вступали беженцы-евреи, прибывшие из ряда стран Европы}}.
Великобритания поставила в Финляндию 75 самолётов (24 бомбардировщика «бленхейм». При этом один «бленхейм» разбился при перегоне в Финляндию и ещё один был повреждён, 30 истребителей «гладиатор», 11 истребителей «харрикейн» и 11 разведчиков «лисандер»), 114 полевых орудий, 200 противотанковых орудий, 124 единицы автоматического стрелкового оружия, 185 тыс. артиллерийских снарядов, 17 700 авиабомб, 10 тыс. противотанковых мин и 70 противотанковых ружей Бойса обр. 1937 года.
Франция приняла решение поставить Финляндии 179 самолётов (безвозмездно передать 49 истребителей и продать ещё 130 самолётов различных типов), однако фактически в период войны было безвозмездно передано 30 истребителей «M.S.406C1» и ещё шесть Caudron C.714 прибыли после окончания боевых действий и в войне не участвовали; также Финляндии были передано 160 полевых орудий, 500 пулемётов, 795 тыс. артиллерийских снарядов, 200 тыс. ручных гранат, 20 млн патронов, 400 морских мин и несколько тысяч комплектов амуниции. Также Франция стала первой страной, официально разрешившей запись добровольцев для участия в финской войне.
Швеция поставила в Финляндию 29 самолётов, 112 полевых орудий, 85 противотанковых орудий, 104 зенитных орудия, 500 единиц автоматического стрелкового оружия, 80 тыс. винтовок, 30 тыс. артиллерийских снарядов, 50 млн патронов, а также иное военное снаряжение и сырьевые материалы. Кроме того, правительство Швеции разрешило проведение в стране кампании «Дело Финляндии — наше дело» по сбору пожертвований для Финляндии, а Государственный банк Швеции предоставил Финляндии кредит.
Правительство Дании продало Финляндии около 30 штук 20-мм противотанковых орудий и снаряды к ним (при этом, чтобы избежать обвинений в нарушении нейтралитета, заказ был назван «шведским»); отправило в Финляндию санитарную автоколонну и квалифицированных рабочих, а также разрешило проведение кампании по сбору денежных средств для Финляндии. Помимо этого, по частной инициативе был сформирован Датский корпус «Финляндия», по силе равный батальону. Датские добровольцы насчитывали около 1000 человек, из них около 20 % составили члены датской нацистской партии, в том числе известнейший в Дании Кристиан Фредерик фон Шальбург. В итоге в корпусе служили и датчане, уже через год вступившие в Добровольческий корпус «Данмарк» и служившие немцам, и те, кто позже присоединился к датскому Сопротивлению. Участия в боях корпус так и не принял, слишком поздно прибыв на фронт.
Италия направила в Финляндию 35 истребителей Fiat G.50, но пять машин было разбито при их перегоне и освоении личным составом. Также итальянцами было передано Финляндии 94,5 тыс. винтовок Mannlicher-Carcano обр. 1938 года, 1500 пистолетов Beretta обр. 1915 года и 60 пистолетов Beretta M1934.
Южно-Африканский Союз безвозмездно передал Финляндии 22 истребителя Gloster Gauntlet-II.
Представитель правительства США выступил с заявлением, что вступление американских граждан в финскую армию не противоречит закону о нейтралитете США. В Хельсинки была направлена группа американских лётчиков, а в январе 1940 года конгресс США одобрил продажу Финляндии 10 тыс. винтовок. Также США продали Финляндии 44 истребителя Brewster F2A Buffalo, но они прибыли слишком поздно и не успели принять участие в боевых действиях.
Бельгия поставила Финляндии 171 пистолет-пулемёт MP.28-II, а в феврале 1940 года — 56 пистолетов «парабеллум» P-08.
Министр иностранных дел Италии Г. Чиано в своём дневнике упоминает о помощи Финляндии со стороны Третьего рейха: в декабре 1939 года финский посланник в Италии сообщил, что Германия «неофициально» отправила в Финляндию партию трофейного вооружения, захваченного в ходе польской кампании. Кроме того, 21 декабря 1939 года Германия заключила договор со Швецией, в котором обещала поставить в Швецию такое же количество оружия, сколько та передаст Финляндии из собственных запасов. Договор стал причиной увеличения объёмов военной помощи Швеции для Финляндии.
Всего за время войны в Финляндию было поставлено 350 самолётов, 500 орудий, более 6 тысяч пулемётов, около 100 тысяч винтовок и другое вооружение.

## Ход событий

### Карельский перешеек

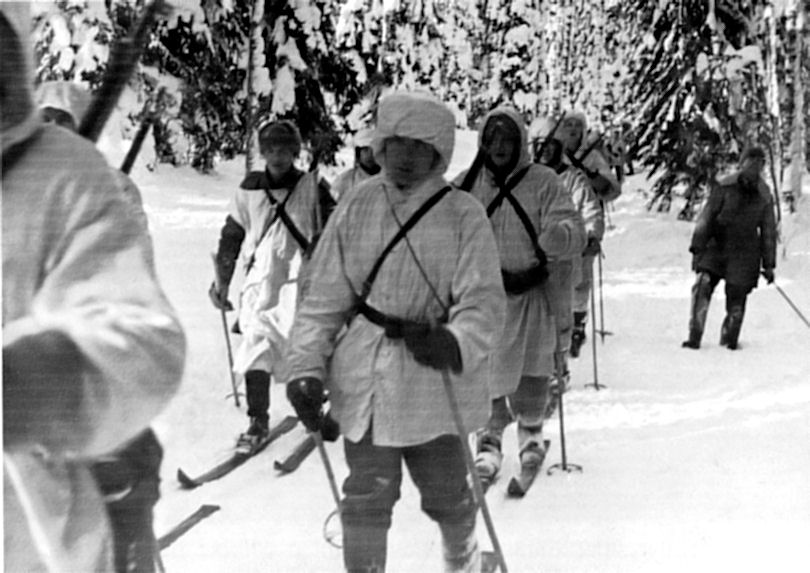
Финский отряд лыжников

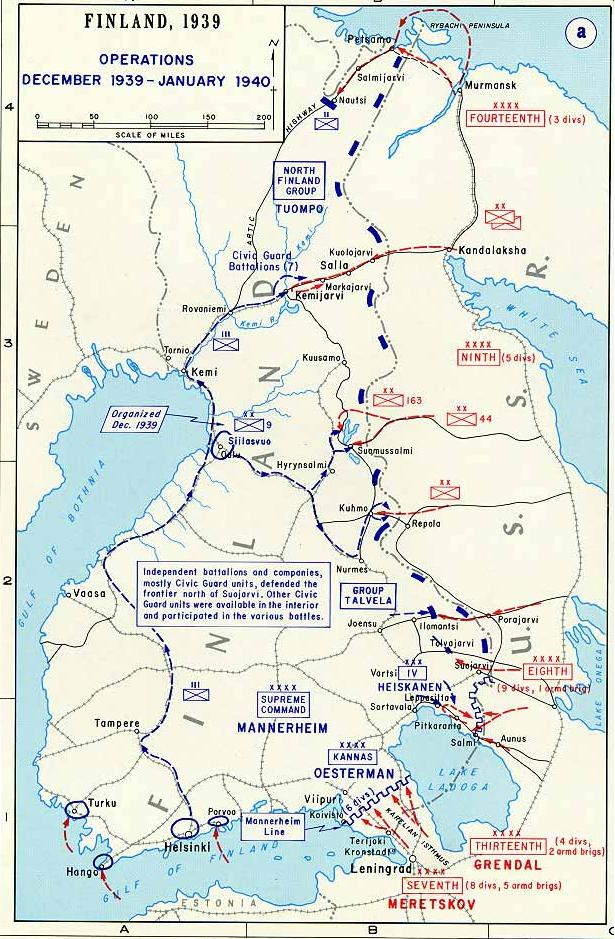
Схема военных действий в декабре 1939 — январе 1940

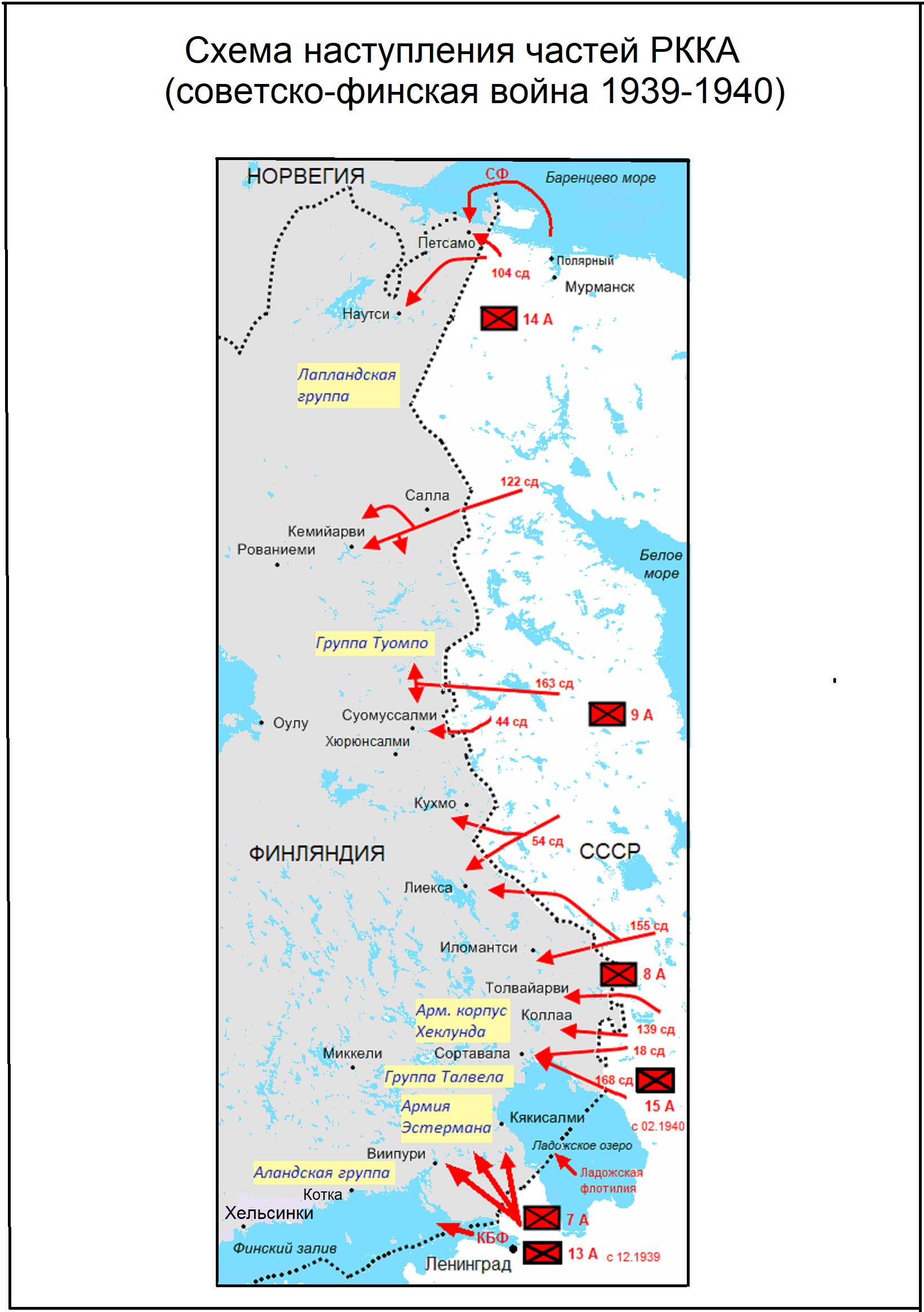
Схема наступления частей РККА в декабре 1939 года

30 ноября 1939 года 7-я армия РККА атаковала финские части на Карельском перешейке. В тот же день силами 70-й дивизии были взяты населенные пункты Куоккала (ныне Репино) и Келломяки (ныне Комарово). 1 декабря финские части отступают из Терийоки (ныне Зеленогорск). 2 декабря советские войска заняли город Райвола (Рощино), 4 декабря — Каннельярви, а 6 декабря — Лоунатйоки (ныне Заходское). Затем, в районе реки Тайпале (южный рукав Вуоксы), советские войска упёрлись в линию Маннергейма.
Для советских войск эти бои стали наиболее тяжёлыми и кровопролитными. Советское командование имело лишь «отрывочные агентурные данные о бетонных полосах укреплений на Карельском перешейке». В результате этого выделенные силы для прорыва «линии Маннергейма» оказались совершенно недостаточными. Войска оказались полностью неготовыми для преодоления линии ДОТов и ДЗОТов. В частности, было мало крупнокалиберной артиллерии, необходимой для уничтожения ДОТов. К 12 декабря части 7-й армии смогли преодолеть лишь полосу обеспечения линии и выйти к переднему краю главной полосы обороны, но запланированный прорыв полосы с ходу не удался из-за явно недостаточных сил и плохой организации наступления.
Согласно воспоминаниям художницы Р. И. Нератовой и исследованиям журналистки Е. К. Зелинской ленинградское партийное руководство стало мобилизовывать студентов ленинградских институтов в помощь Красной армии «для борьбы с финскими снайперами» .

### Бои в Северном Приладожье
После того как советские войска остановились на линии Маннергейма, была предпринята попытка наступления в Ладожской Карелии силами 8-й армии РККА (139-й дивизия). 10 декабря красноармейцы заняли Питкяранту, но 12 декабря советские войска попали в окружение и были разгромлены в районе Толваярви (ныне Суоярвский район).
У Ладожского озера была окружена наступавшая на Сортавалу 168-я стрелковая дивизия, также находившаяся в окружении до конца войны. Там же, в Южном Леметти, в конце декабря — начале января попали в окружение 18-я стрелковая дивизия генерала Кондрашова вместе с 34-й танковой бригадой комбрига Кондратьева. Уже в конце войны, 28 февраля, они попытались прорваться из окружения, но при выходе были разгромлены в так называемой «долине смерти» у г. Питкяранта, где полностью погибла одна из двух выходивших колонн. В итоге из 15 тыс. из окружения вышли 1237, половина из них — раненые и обмороженные. Комбриг Кондратьев застрелился. Кондрашов сумел выйти, но вскоре был расстрелян, а дивизия была расформирована из-за утери знамени. Количество погибших в «долине смерти» составило 10 % от общего количества погибших во всей советско-финской войне. Эти эпизоды были проявлениями тактики «Мотти». Пользуясь преимуществом в мобильности, отряды финских лыжников блокировали дороги, забитые растянувшимися советскими колоннами, отрезали наступавшие группировки и затем неожиданными атаками со всех сторон изматывали их, стараясь уничтожить.

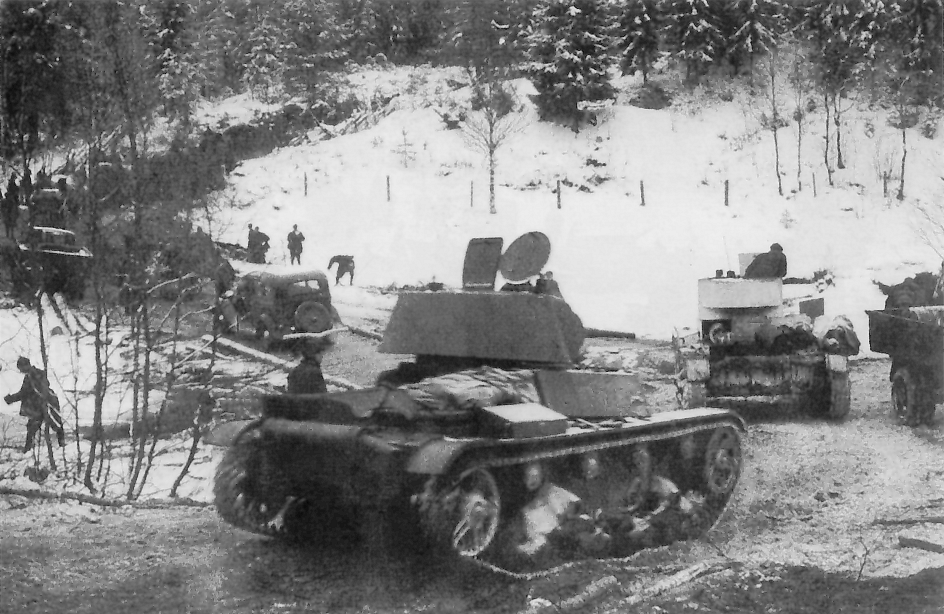
Наступление войск 7-й армии РККА в Карелии. Декабрь 1939 года

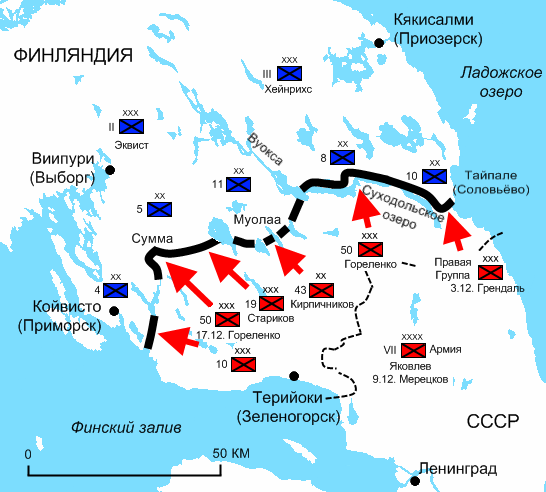
Карельский перешеек. Карта боевых действий. Декабрь 1939 года
Линия Маннергейма

### Бои в Заполярье
Самыми успешными были действия советских войск в Заполярье, когда они в ходе сражения при Петсамо вышли к норвежской границе и лишили Финляндию выхода к Баренцеву морю. Взаимодействуя с Северным флотом, 14-я армия комдива Фролова уже 30 ноября смогла овладеть полуостровами Рыбачий и Средний, а 2 декабря и городом Петсамо (ныне Печенга).

### Бои в Северной Финляндии
Из района советской Карелии в направлении Ботнического залива было предпринято наступление 9-й армии РККА.
Посёлок Суомуссалми был занят 7 декабря силами советской 163-й стрелковой дивизии. Однако вслед за тем дивизия была окружена меньшими по численности силами финнов и отрезана от снабжения. Битва при Суомуссалми. На помощь ей была выдвинута 44-я стрелковая дивизия, которая однако, была блокирована на дороге в Суомуссалми, в дефиле между двумя озёрами близ деревни Раате силами двух рот 27-го финского полка (350 чел.). Не дождавшись её подхода, 163-я дивизия в конце декабря под постоянными атаками финнов оказалась вынужденной прорываться из окружения, при этом потеряв 30 % личного состава и большую часть техники и тяжёлого вооружения, после чего финны перебросили высвободившиеся силы для окружения и ликвидации 44-й дивизии, которая к 8 января была полностью уничтожена в сражении на Раатской дороге. Почти вся дивизия погибла или попала в плен, и лишь небольшая часть военнослужащих сумела выйти из окружения, бросив всю технику и обоз (финнам досталось 37 танков, 20 бронемашин, 350 пулемётов, 97 орудий (включая 17 гаубиц), несколько тысяч винтовок, 160 автомашин, все радиостанции). Эту двойную победу финны одержали силами в несколько раз меньшими, чем у противника (11 тыс., по другим данным — 17 тыс.) человек при 11 орудиях против 45—55 тысяч при 335 орудиях, более 100 танков и 50 бронемашин. Командование обеих дивизий было отдано под трибунал. Командир и комиссар 163-й дивизии были отстранены от командования, один полковой командир расстрелян. Перед строем своей дивизии было расстреляно командование 44-й дивизии (комбриг А. И. Виноградов, полковой комиссар Пахоменко и начальник штаба Волков).

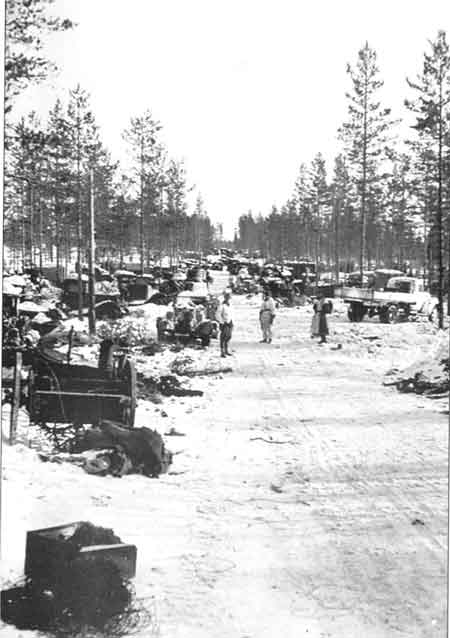
Южное Леметти после занятия финскими войсками

Одновременно к югу от Суомуссалми, в районе Кухмо, была окружена советская 54-я стрелковая дивизия. На этот участок был направлен отличившийся при Суомуссалми полковник Ялмар Сиилсавуо, произведённый в генерал-майоры, однако, он так и не смог уничтожить дивизию, которая оставалась в окружении до конца войны[что?].

### Затишье и перегруппировка
К концу декабря стало ясно, что попытки продолжить наступление ни к чему не приведут. На фронте наступило относительное затишье. В течение всего января и начала февраля шло усиление войск, пополнение материальных запасов, переформирование частей и соединений. Были созданы подразделения лыжников, разработаны способы преодоления заминированной местности, заграждений, способы борьбы с оборонительными сооружениями, проведено обучение личного состава. Для штурма «линии Маннергейма» был создан Северо-Западный фронт под командованием командарма 1 ранга Тимошенко и члена военного совета ЛенВО Жданова. В состав фронта вошли 7-я и 13-я армии. В приграничных районах была проведена огромная работа по спешной постройке и переоборудованию путей сообщения для бесперебойного снабжения действующей армии. Общая численность личного состава была доведена до 760,5 тысяч человек.
Для разрушения укреплений на «линии Маннергейма» дивизиям первого эшелона были приданы группы артиллерии разрушения (АР) в составе от одного до шести дивизионов на главных направлениях. Всего в этих группах было 14 дивизионов, в которых было 81 орудие калибром 203, 234, 280 мм.
Финская сторона в этот период также продолжала пополнение войск и снабжение их поступающим от союзников вооружением. Одновременно продолжались бои в Карелии. Соединения 8-й и 9-й армии, действовавшие вдоль дорог в сплошных лесных массивах, несли большие потери. Если в одних местах занятые рубежи удерживались, то в других войска отходили, кое-где даже до линии границы.
На Карельском перешейке фронт стабилизировался к 26 декабря. Советские войска начали тщательную подготовку к прорыву основных укреплений «линии Маннергейма», вели разведку полосы обороны. В советском тылу были построены укрепления, имитировавшие главные участки линии Маннергейма, на которых советская пехота училась наступать за танками и блокировать доты. В ходе учений советские артиллеристы поняли, что надо стрелять в амбразуру прямой наводкой: бетон дота оставался цел, а стрельба из него прекращалась. В это время финны безуспешно пытались контратаками сорвать подготовку нового наступления. Так, 28 декабря финны атаковали центральные части 7-й армии, но были отбиты с большими потерями.
3 января 1940 года у северной оконечности острова Готланд (Швеция) с 50 членами экипажа затонула (вероятно, подорвалась на мине) советская подводная лодка С-2 под командованием капитан-лейтенанта И. А. Соколова. С-2 была единственным кораблём РККФ, потерянным СССР.
На основании директивы Ставки Главного Военного совета РККА № 01447 от 30 января 1940 года всё оставшееся финское население подлежало выселению с занятой советскими войсками территории. К концу февраля из занятых Красной Армией районов Финляндии в полосе боевых действий 8-й, 9-й, 15-й армий было выселено 2080 человек, из них: мужчин — 402, женщин — 583, детей до 16 лет — 1095. Всех переселённых финских граждан разместили в трёх посёлках Карельской АССР: в Интерпосёлке Пряжинского района, в посёлке Ковгора-Гоймае Кондопожского района, в посёлке Кинтезьма Калевальского района. Они жили в бараках и в обязательном порядке работали в лесу на лесозаготовках. В Финляндию им разрешили вернуться только в июне 1940 года, после окончания войны.

### Прорыв линии Маннергейма

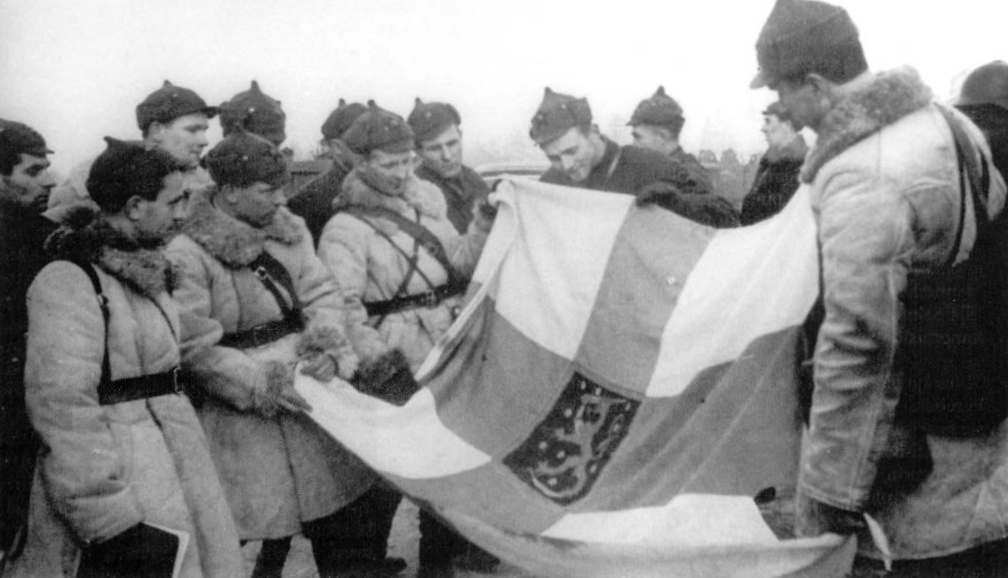
Группа красноармейцев с захваченным флагом Финляндии

1 февраля 1940 года РККА, подтянув подкрепления, возобновила наступление на Карельском перешейке по всей ширине фронта 2-го армейского корпуса. Главный удар наносился в направлении Сумма. Также началась артподготовка. С этого дня ежедневно в течение нескольких дней войска Северо-Западного фронта под командованием Тимошенко обрушивали на укрепления линии Маннергейма по 12 тысяч снарядов. Пять дивизий 7-й и 13-й армии проводили частное наступление, однако не смогли добиться успеха.
6 февраля началось наступление на полосу Сумма. В последующие дни фронт наступления расширился и на запад, и на восток.
9 февраля командующий войсками Северо-Западного фронта командарм первого ранга Тимошенко направил в войска директиву № 04606, согласно которой, 11 февраля, после мощной артиллерийской подготовки, войска Северо-Западного фронта должны были перейти в наступление.
11 февраля после десятидневной артподготовки началось генеральное наступление РККА. Основные силы были сосредоточены на Карельском перешейке. В этом наступлении совместно с сухопутными частями Северо-Западного фронта действовали корабли Балтийского флота и созданной в октябре 1939 года Ладожской военной флотилии.

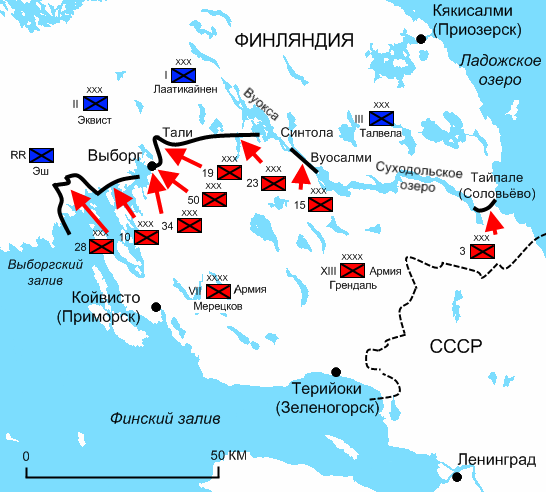
Карельский перешеек. Карта боевых действий. Март 1940 года

Поскольку атаки советских войск на район Сумма не принесли успеха, главный удар был перенесён восточнее, на направление Ляхде. В этом месте обороняющаяся сторона понесла огромные потери от артподготовки, и советским войскам удалось совершить прорыв обороны.
В ходе трёхдневных напряжённых боёв войска 7-й армии прорвали первую полосу обороны линии Маннергейма, ввели в прорыв танковые соединения, которые приступили к развитию успеха. К 17 февраля части финской армии были отведены ко второй полосе обороны, поскольку создалась угроза окружения.
18 февраля финны плотиной Кивикоски закрыли Сайменский канал, и на следующий день вода начала подниматься в озере Карстилян-ярви.
К 21 февраля 7-я армия вышла ко второй полосе обороны, а 13-я армия — к главной полосе обороны севернее Муолаа. К 24 февраля части 7-й армии, взаимодействуя с береговыми отрядами моряков Балтийского флота, захватили несколько прибрежных островов.
26 февраля финские ВВС пытаются наносить бомбовые удары в глубоком тылу противника, бомбёжке подвергаются железнодорожная станция Волховстрой и аэродром в районе города Лодейное Поле. Используются фугасные химические и зажигательные бомбы.
28 февраля обе армии Северо-Западного фронта начали наступление в полосе от озера Вуокса до Выборгского залива. Видя невозможность остановить наступление, финские войска отступили.
На заключительном этапе операции 13-я армия наступала в направлении на Антреа (совр. Каменногорск), 7-я — на Выборг. Финны оказывали ожесточённое сопротивление, но вынуждены были отступать.
13 марта войска 7-й армии вошли в Выборг.

## Причины неудач РККА
Некоторые исследователи и мемуаристы пытаются объяснить советские неудачи тем, что финские солдаты были намного лучше экипированы для ведения войны в условиях морозной и снежной зимы, а среди плохо одетых красноармейцев появились тысячи обмороженных, сильными морозами (до −40 °C) и глубоким снегом — до 2 м. Однако как данные метеорологических наблюдений, так и другие документы опровергают это: до 20 декабря 1939 года на Карельском перешейке температура колебалась от +1 до −23,4 °C. Далее до Нового года температура не опускалась ниже −23 °C. Морозы до −40 °C начались во второй половине января, когда на фронте было затишье. Причём мешали эти морозы не только наступающим, но и обороняющимся, о чём писал и Маннергейм. Никакого глубокого снега до января 1940 г. также не было. Так, оперативные сводки советских дивизий от 15 декабря 1939 г. свидетельствуют о глубине снежного покрова в 10—15 см. Более того, успешные наступательные действия в феврале происходили в более суровых погодных условиях.
Значительные проблемы советским войскам доставило применение Финляндией минно-взрывных устройств, в том числе самодельных, которые устанавливались не только на линии фронта, но и в тылу РККА, на путях движения войск. 10 января 1940 года в докладе уполномоченного наркомата обороны командарма II ранга Ковалёва в наркомат обороны было отмечено, что, наряду со снайперами противника, основные потери пехоте наносят мины. Позже, на совещании начальствующего состава РККА по сбору опыта боевых действий против Финляндии 14 апреля 1940 года начальник инженеров Северо-Западного фронта комбриг А. Ф. Хренов отметил, что в полосе действий фронта (130 км) общая протяжённость минных полей составила 386 км, при этом мины использовали в сочетании с невзрывными инженерными заграждениями.
Ход боевых действий выявил серьёзные пробелы в организации управления и снабжения войск РККА, плохую подготовленность командного состава, отсутствие у войск специфических навыков, необходимых для ведения войны зимой в условиях Финляндии.
Финны широко применяли тактику партизанской войны: небольшие автономные отряды лыжников, вооружённых автоматами, нападали на двигавшиеся по дорогам войска, преимущественно в тёмное время суток, а после нападений уходили в лес, где были оборудованы базы. Большой урон наносили снайперы. По устойчивому мнению красноармейцев (впрочем, опровергаемому многими источниками, в том числе финскими), наибольшую опасность представляли снайперы-«кукушки», которые вели огонь с деревьев. Прорвавшиеся вперёд соединения РККА постоянно оказывались в окружении и прорывались назад, нередко бросая технику и вооружение.

## Инновации войны

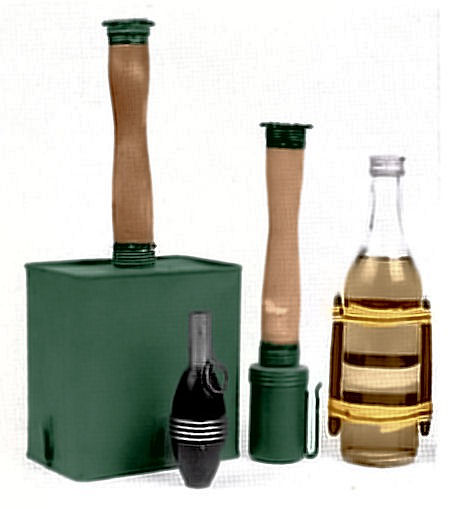
Финский подрывной заряд, гранаты и бутылка с зажигательной смесью времён Зимней войны

Неприятным сюрпризом оказалось и массовое применение финнами против советских танков бутылок с зажигательной смесью, прозванных впоследствии «коктейлем Молотова». За 3 месяца войны финской промышленностью было выпущено свыше полумиллиона бутылок.
Советскими войсками во время войны были впервые применены в боевых условиях радиолокационные станции (РУС-1) для обнаружения самолётов противника.

## Великобритания и Франция: планы боевых действий против СССР
Великобритания с самого начала оказывала помощь Финляндии. С одной стороны, британское правительство пыталось избежать превращения СССР во врага, с другой — в нём было распространено мнение, что из-за конфликта на Балканах с СССР «придётся воевать так или иначе». Финский представитель в Лондоне Георг Грипенберг обратился к Галифаксу 1 декабря 1939 года с просьбой разрешить поставки военных материалов в Финляндию, с условием, что они не будут реэкспортированы в нацистскую Германию (с которой Великобритания была в состоянии войны). Глава Департамента Севера Лоуренс Кольер при этом считал, что британские и немецкие цели в Финляндии могут быть совместимы и желал вовлечения Германии и Италии в войну против СССР, при этом выступая, однако, против предложенного Финляндией применения польского флота (тогда под контролем Великобритании) для уничтожения советских судов. Томас Сноу (англ. Thomas Snow), представитель Великобритании в Хельсинки, продолжал поддерживать идею антисоветского союза (с Италией и Японией), высказываемую им до войны.
На фоне правительственных разногласий британская армия начала поставлять в декабре 1939 года вооружение, включая артиллерию и танки (в то время как Германия воздержалась от поставок тяжёлого оружия в Финляндию).
Когда Финляндия запросила поставку бомбардировщиков для атак на Москву и Ленинград, а также для разрушения железной дороги на Мурманск, последняя идея получила поддержку со стороны Фицроя Маклина в Департаменте Севера: помощь финнам в уничтожении дороги позволит Великобритании «избежать проведения той же операции позже, самостоятельно и в менее выгодных условиях». Начальники Маклина, Коллиер и Кадоган, согласились с рассуждениями Маклина и запросили дополнительную поставку самолётов «Бленхейм» в Финляндию.
По мнению Крейга Геррарда, планы вмешательства в войну против СССР, рождавшиеся тогда в Великобритании, иллюстрировали лёгкость, с какой британские политики забывали про ведущуюся ими в этот момент войну с Германией. К началу 1940 года в Департаменте Севера возобладала точка зрения, что применение силы против СССР неизбежно. Коллиер, как и раньше, продолжал настаивать на том, что умиротворение агрессоров ошибочно; теперь врагом, в отличие от его предыдущей позиции, была не Германия, а СССР. Геррард объясняет позицию Маклина и Коллиера не идеологическими, а гуманитарными соображениями.
Советские послы в Лондоне и Париже сообщали, что в «кругах, близких к правительству» имеется желание поддержать Финляндию с целью примирения с Германией и направления Гитлера на Восток. Ник Смарт считает, однако, что на сознательном уровне аргументы за интервенцию исходили не из попытки обменять одну войну на другую, а из предположения, что планы Германии и СССР тесно связаны.
С точки зрения Франции, антисоветская направленность также имела смысл из-за крушения планов предотвратить усиление Германии с помощью блокады. Советские поставки сырья привели к тому, что немецкая экономика продолжала расти, и французы стали понимать, что через некоторое время вследствие этого роста выигрыш войны против Германии станет невозможным. В такой ситуации, хотя перенос войны в Скандинавию и представлял определённый риск, бездействие являлось ещё худшей альтернативой. Начальник французского генерального штаба Гамелен отдал указание на планирование операции против СССР с целью вести войну за пределами французской территории; планы были вскоре подготовлены.
Великобритания не поддержала некоторые французские планы: например, атаку на нефтяные поля в Баку, наступление на Петсамо с использованием польских войск (правительство Польши в изгнании в Лондоне формально было в состоянии войны с СССР). Тем не менее, Великобритания также приближалась к открытию второго фронта против СССР.
5 февраля 1940 года на совместном военном совете (на котором присутствовал, но не выступал Черчилль) было решено запросить согласие Норвегии и Швеции на проведение операции под руководством Великобритании, в которой экспедиционные силы должны были высадиться в Норвегии и двинуться на восток.
Французские же планы, по мере ухудшения положения Финляндии, становились всё более односторонними.
2 марта 1940 года Даладье объявил о готовности отправить в Финляндию для войны против СССР 50 тыс. французских солдат и 100 бомбардировщиков. Правительство Великобритании не было заранее поставлено в известность о заявлении Даладье, но согласилось отправить в Финляндию 50 английских бомбардировщиков. Координационное совещание было назначено на 12 марта 1940 года, но вследствие окончания войны планы остались нереализованными.

## Завершение войны и заключение мира
К марту 1940 года финское правительство осознало, что, несмотря на необходимость продолжения сопротивления, никакой военной помощи, кроме добровольцев и оружия, Финляндия от союзников не получит. После прорыва «линии Маннергейма» Финляндия заведомо была не в состоянии сдержать наступление РККА. Встала реальная угроза полного захвата страны, за которым последовало бы либо присоединение к СССР, либо смена правительства на просоветское.
Поэтому правительство Финляндии обратилось к СССР с предложением начать мирные переговоры. 7 марта в Москву прибыла финская делегация, а уже 12 марта был заключён мирный договор, согласно которому боевые действия прекращались в 12 часов 13 марта 1940 года. Несмотря на то, что Выборг, согласно договору, отходил к СССР, советские войска утром 13 марта предприняли штурм города. Впрочем, по мнению историка Баира Иринчеева, связано это было с тем, что известия о завершившихся накануне ночью переговорах дошли до обеих сторон лишь в первой половине 13 марта, когда войска уже ушли на выполнение приказа.
По мнению Дж. Робертса, заключение Сталиным мира на относительно умеренных условиях могло быть вызвано осознанием факта, что попытка насильственной советизации Финляндии натолкнулась бы на массовое сопротивление финского населения и опасностью англо-французской интервенции в помощь финнам. В результате Советский Союз рисковал быть втянутым в войну против западных держав на стороне Германии.
За участие в финской войне звание Героя Советского Союза было присвоено 412 военнослужащим, свыше 50 тыс. были награждены орденами и медалями.

## Итоги войны

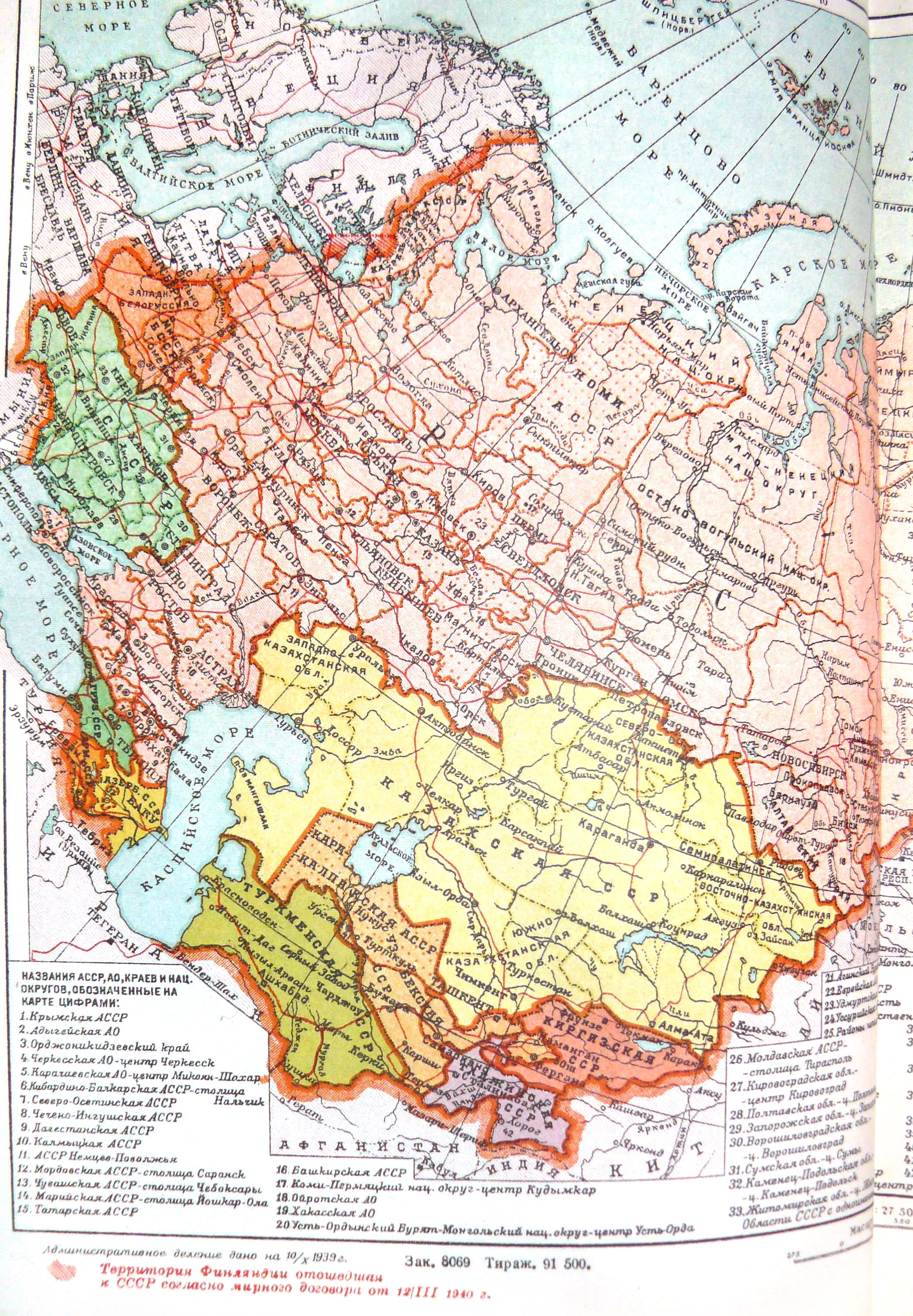
Финляндия на карте Малой советской энциклопедии с обозначением завоёванной территории. Апрель 1940 года

Все официально объявленные территориальные претензии СССР были удовлетворены. По оценке Сталина, «война кончилась через 3 месяца и 12 дней только потому, что наша армия хорошо поработала, потому, что наш политический бум, поставленный перед Финляндией, оказался правильным».
СССР получил полный контроль над акваторией Ладожского озера и обезопасил Мурманск, который находился вблизи финской территории (полуостров Рыбачий).
Кроме этого, по мирному договору Финляндия принимала на себя обязательство по постройке на своей территории железной дороги, соединявшей Кольский полуостров от Кандалакши через Алакуртти и Кемиярви на Торнио (Ботнический залив), для транзита товаров между СССР и Швецией. Но финская часть дороги так и не была построена.
11 октября 1940 года в Москве было подписано Соглашение СССР и Финляндии об Аландских островах, согласно которому СССР был вправе разместить на островах своё консульство, а архипелаг объявлялся демилитаризованной зоной.
За развязывание войны 14 декабря 1939 года СССР был исключён из Лиги Наций. Непосредственным поводом к исключению послужили массовые протесты международной общественности по поводу систематических бомбардировок советской авиацией гражданских объектов, в том числе с применением зажигательных бомб. Следует учесть, что к этому моменту из Лиги Наций уже вышли или изначально не входили вовсе США, Германия, Италия, Испания, Япония и другие страны, а постоянными членами совета Лиги были Великобритания, Франция и СССР, то есть Лига, по сути, являлась выразителем интересов Франции и Великобритании. Эпизод с обращением Финляндии в Лигу Наций не возымел практических последствий — агрессия СССР не была остановлена, а утраченные по Московскому мирному договору территории не были возвращены.
К протестам присоединился и президент США Рузвельт, объявив в декабре Советскому Союзу «моральное эмбарго» в отношении советской авиапромышленности: запрет на поставки в СССР самолётов, авиабомб, оборудования и сырья для авиационной промышленности, оказание СССР технической помощи в самолётостроении. Моральное эмбарго продолжало действовать и в 1941 году.
29 марта 1940 года Молотов заявил в Верховном Совете, что советский импорт из США даже увеличился по сравнению с предыдущим годом, несмотря на чинимые американскими властями препятствия. В частности, советская сторона жаловалась на препятствия советским инженерам при допуске на авиационные заводы. Кроме того, по различным торговым соглашениям в период 1939—1941 гг. Советский Союз получил из Германии 6430 станков на 85,4 млн марок, что компенсировало снижение поставок оборудования из США. Помощь же со стороны Швеции, Великобритании и Франции была хоть и существенна, но ограничивалась лишь экономической составляющей: силовая эскалация грозила новой войной (об этом в марте 1940 года однозначно предупредил Молотов).
Другим отрицательным результатом для СССР было формирование у руководства ряда стран представления о слабости РККА. Информация о ходе, обстоятельствах и результатах войны (значительное превышение советских потерь над финскими) укрепила в Германии позиции сторонников войны против СССР.

Более 15 000 из вас, ушедших на поле битвы, никогда больше не увидят родного дома, а многие навсегда потеряли способность трудиться. Но и вы наносили чувствительные удары. И если сейчас двести тысяч ваших врагов лежат в сугробах, невидящим взглядом всматриваясь в наше звёздное небо, то в этом нет вашей вины.— Маннергейм, К. Г. Э.
В начале января 1940 г. германский посланник в Хельсинки Блюхер представил в МИД меморандум со следующими оценками: «несмотря на превосходство в живой силе и технике, Красная Армия терпела одно поражение за другим, оставляла тысячи людей в плену, теряла сотни орудий, танков, самолётов и в решающей мере не смогла завоевать территорию. В связи с этим следует пересмотреть немецкие представления о большевистской России. Немцы исходили из ложных предпосылок, когда полагали, что Россия представляет собой первоклассный военный фактор. Но в действительности Красная Армия имеет столько недостатков, что она не может справиться даже с малой страной. Россия в реальности не представляет опасности для такой великой державы, как Германия, тыл на Востоке безопасен, и потому с господами в Кремле можно будет говорить совершенно другим языком, чем это было в августе — сентябре 1939 г.» Со своей стороны, Гитлер, по итогам Зимней войны, назвал СССР колоссом на глиняных ногах.
Наркомом обороны СССР вместо К. Ворошилова 7 мая 1940 года был назначен С. Тимошенко.
У. Черчилль свидетельствует, что «неспособность советских войск» вызывала в общественном мнении Англии «презрение»; «в английских кругах многие поздравляли себя с тем, что мы не очень рьяно старались привлечь Советы на нашу сторону <во время переговоров лета 1939 г.>, и гордились своей дальновидностью. Люди слишком поспешно заключили, что чистка погубила русскую армию, и что все это подтверждало органическую гнилость и упадок государственного и общественного строя русских».
С другой стороны, Советский Союз получил опыт ведения войны в зимнее время, на лесисто-болотистой территории, опыт прорыва долговременных укреплений и борьбы с противником, применяющим тактику партизанской войны. В столкновениях с финскими войсками, оснащёнными пистолетом-пулемётом Suomi, было выяснено важное значение пистолетов-пулемётов, снятых перед тем с вооружения: было спешно восстановлено производство ППД и дано техническое задание на создание нового пистолета-пулемёта, результатом чего стало появление ППШ.
Германия была связана договором с СССР и не могла публично оказывать поддержку Финляндии, о чём дала понять ещё до начала военных действий. Ситуация изменилась после крупных поражений Красной Армии. В феврале 1940 года в Берлин для прощупывания возможных изменений был направлен Тойво Кивимяки (впоследствии посол). Отношения поначалу были прохладными, но резко изменились, когда Кивимяки заявил о намерении Финляндии принять помощь западных союзников. 22 февраля финскому посланнику срочно организовали встречу с Германом Герингом, вторым человеком в Рейхе. По воспоминаниям Р. Нордстрёма конца 1940-х, Геринг неофициально пообещал Кивимяки, что Германия в будущем нападёт на СССР: «Запомните, что вам стоит заключить мир на любых условиях. Гарантирую, что когда через короткий срок мы пойдём войной на Россию, вы получите всё назад с процентами». Кивимяки немедленно сообщил об этом в Хельсинки.
В совокупности перечисленное привело к повороту внешней политики Финляндии от её стремления заключить оборонительный союз со скандинавскими странами, принять гарантии Запада и даже разместить у себя экспедиционные британо-французские силы к постепенной переориентации на Германию: никакой значимой внешней силы, способной повлиять на события, у финнов больше не оставалось. Окончательно прежние надежды были перечёркнуты нападением Германии на Норвегию, в результате чего последняя оказалась под германской оккупацией.
Историки Александр Чубарьян и Олли Вехвиляйнен констатируют, что, хотя советско-финские отношения и до войны не отличались теплотой, в её результате Советский Союз «приобрёл озлоблённого соседа, озабоченного своей безопасностью и стремящегося к реваншу».
Руководство Финляндии предвидело непрочность германо-советского союза и планировало вернуть утраченное в результате их будущего столкновения. С сентября 1940 года первые немецкие транзитные войска стали прибывать на территорию Финляндии. Таким образом, преимущества, достигнутые СССР, оказались кратковременными, стратегически безопасность Советского Союза не была обеспечена, последний вскоре столкнулся с новой угрозой — второй финской войной.

Ясно, что, коль скоро переговоры мирные с Финляндией не привели к результатам, надо было объявить войну, чтобы при помощи военной силы организовать, утвердить и закрепить безопасность Ленинграда и, стало быть, безопасность нашей страны. […] Там, на Западе, три самых больших державы вцепились друг другу в горло — когда же решать вопрос о Ленинграде, если не в таких условиях, когда руки заняты и нам представляется благоприятная обстановка для того, чтобы их в этот момент ударить?.. Вдруг они возьмут и помирятся, что не исключено. Стало быть, благоприятная обстановка для того, чтобы поставить вопрос об обороне Ленинграда и обеспечении государства, был бы упущен.
— Иосиф Сталин
.
Итоги этой войны стали одной из причин, хотя и не единственной, дальнейшего сближения Финляндии с Германией; кроме того, они могли определённым образом воздействовать и на руководство Рейха в отношении планов нападения на СССР. Для Финляндии сближение с Германией стало средством сдерживания нарастающего политического давления со стороны СССР. Участие Финляндии во Второй мировой войне на стороне стран Оси в финской историографии получило название «Война-продолжение» с целью показать взаимосвязь с Зимней войной.

### Территориальные изменения

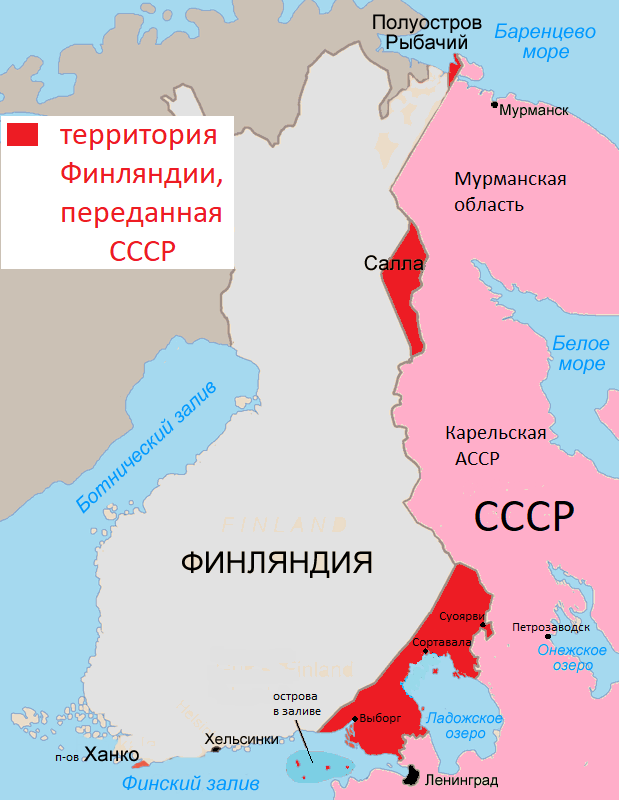
Территориальные изменения

По результатам войны Советский Союз приобрёл около 40 тысяч км² финских территорий. Финляндия лишилась трёх городов (Выборг, Сортавала и Кексгольм), двух крупнейших посёлков (Лахденпохья и Койвисто) и нескольких сотен сёл и деревень. На присоединённой к СССР территории насчитывалось 227 больших и малых предприятий, в том числе крупнейший целлюлозный комплекс «Enso-Gutzeit Oy» в Энсо и 19 электростанций (одна из самых мощных — ГЭС Энсо-Гутцейт). Кроме этого на присоединённых территориях было учтено 255 тыс. гектаров пашни с налаженным производством зерновых культур и овощей.
Согласно мирному договору (1940), для проведения демаркации границ между СССР и Финляндией со 2 апреля 1940 года в Выборге приступила к работе советско-финляндская Смешанная пограничная комиссия (СПК). В ноябре 1940 года Смешанная пограничная комиссия подписала в Иматре (Финляндия) протокол-описание линии государственной границы между СССР и Финляндией. 8 февраля 1941 года сторонами была подписана согласованная граница между СССР и Финляндией, при этом было установлено, что пограничная линия определена и демаркирована на местности с учётом всех изменений, о которых условились правительства СССР и Финляндии:
1. Карельский перешеек и Западная Карелия. В результате потери Карельского перешейка Финляндия лишилась имевшейся системы обороны и стала в ускоренном темпе возводить укрепления по линии новой границы (Линия Салпа), тем самым была отодвинута граница от Ленинграда с 18 до 150 км.
2. Часть Лапландии (Старая Салла).
3. Часть полуостровов Рыбачий и Средний (район Петсамо (Печенга)), занятых РККА в ходе войны, были возвращены Финляндии.
4. Острова в восточной части Финского залива (о. Гогланд).
5. Аренда полуострова Ханко (Гангут) на 30 лет.

10 мая 1941 года Протокол-описание и карта границы были утверждены Советом народных комиссаров СССР. 11 мая 1941 года было опубликовано согласованное сторонами Коммюнике об демаркации советско-финляндской границы.
Эти территории были отвоёваны Финляндией в июне-сентябре 1941 года в ходе Великой Отечественной войны, но по условиям Московского перемирия в сентябре 1944 года они снова отошли к СССР.

### Потери Финляндии

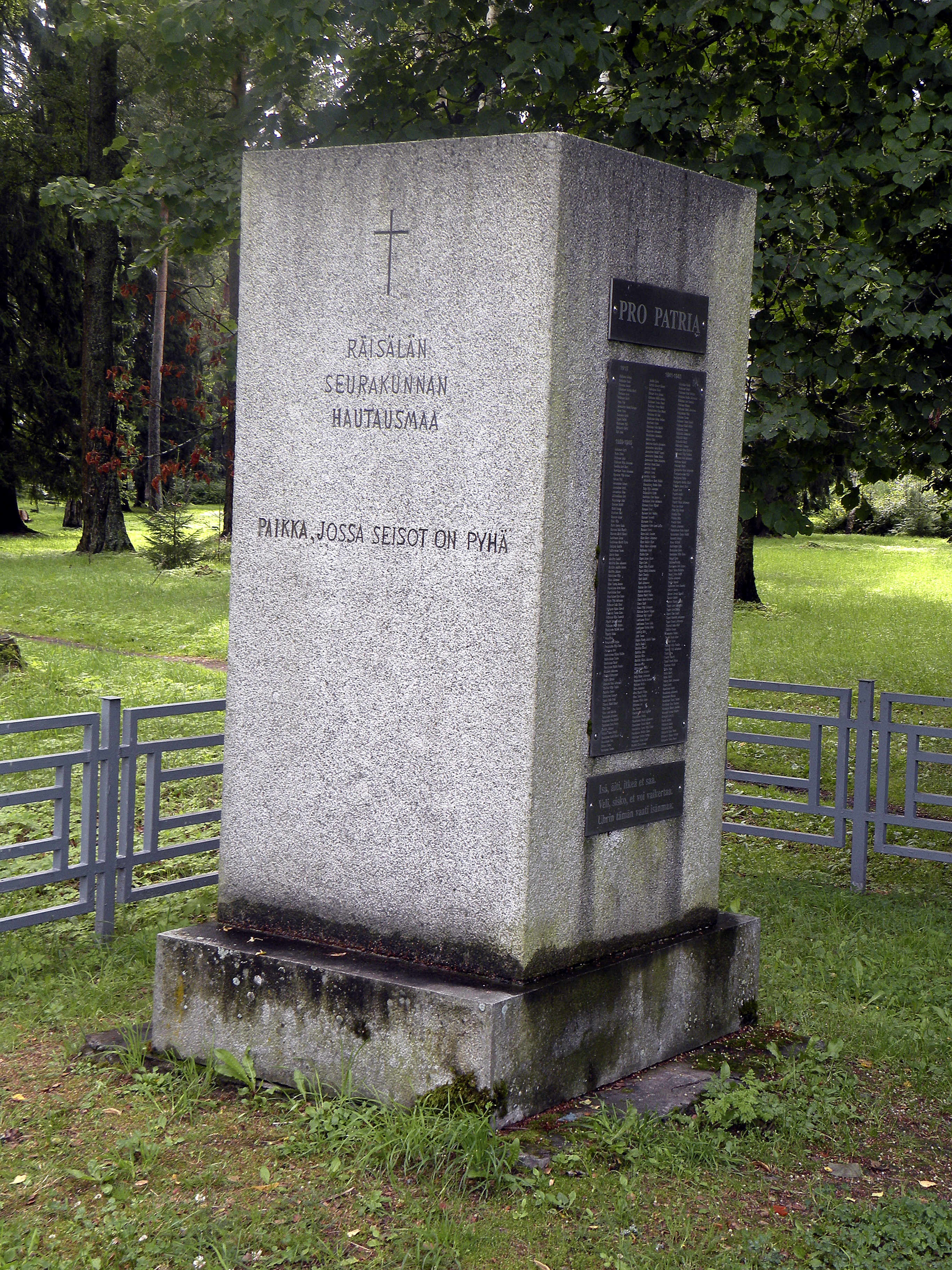
«За Родину». Памятник финским солдатам в войнах с СССР 1918—1945 годов

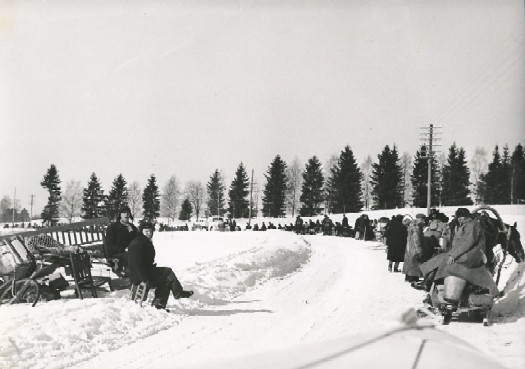
Финские граждане уходят в Финляндию после передачи части территории СССР

#### Военные
Война в Финляндии потребовала как от нас, так и от финнов больших жертв. По подсчетам нашего Генерального штаба, на нашей стороне количество убитых и умерших от ран составляет 48 745 человек, то есть немного меньше 49 тысяч человек, количество раненых — 158 863 человека. С финской стороны делаются попытки преуменьшить их жертвы, но жертвы финнов значительно больше наших. По минимальным подсчётам нашего Генерального штаба, у финнов количество убитых достигает не менее 60 тысяч, не считая умерших от ран, а количество раненых — не менее 250 000 человек. Таким образом, исходя из того, что численность финской армии составляла не менее 600 тысяч человек, нужно признать, что финская армия потеряла убитыми и ранеными более половины своего состава.— В. М. Молотов
Согласно официальному заявлению, опубликованному в финской печати 23 мая 1940 года, общие безвозвратные потери финской армии за войну составили 19 576 убитыми и 3263 — пропавшими без вести (итого — 22 839 человек).
По данным 1991 года:
- умершие включают 3671 тяжелораненого, умерших после войны не покидая госпиталя, некоторые — несколько лет спустя после окончания войны;
- убитыми — ок. 20—42 тыс. чел. (по советским данным 1940 года — 85 тыс. чел.);
- ранеными — 40 тыс. чел. (по советским данным 1940 года — 250 тыс. чел.);
- пленными — 1000 чел.[139]

Таким образом, общие потери в финских войсках за время войны составили 67 тыс. человек. Краткие сведения о каждом из погибших с финской стороны опубликованы в ряде финских изданий.
Современные сведения об обстоятельствах смерти финских военнослужащих:
- 16 725 погибли в бою, останки эвакуированы;
- 3433 погибли в бою, останки не эвакуированы;
- 3671 умер в госпиталях от ранений;
- 715 умерли по небоевым причинам (в том числе от болезней);
- 28 умерли в плену;
- 1727 пропали без вести и объявлены погибшими;
- причина смерти 363 военнослужащих неизвестна.

Итого погибло 26 662 финских военнослужащих.

#### Гражданские
По официальным финским данным, во время авианалётов и бомбардировок городов Финляндии (в том числе Хельсинки) погибло 956 человек, 540 были серьёзно и 1300 легко ранены, 256 каменных и около 1800 деревянных зданий было разрушено.

#### Потери иностранных добровольцев
Шведский добровольческий корпус в ходе войны потерял 33 человека погибшими и 185 ранеными и обмороженными (причём обмороженные составляли подавляющее большинство — около 140 человек).
Погибли два датчанина — лётчики, воевавшие в истребительной авиагруппе LLv-24. В составе этой авиагруппы воевали и датские лётчики, двое из которых погибли.
«В LLv-26 на „фиатах“ воевала группа итальянцев. Один из них, сержант Манзоччи, погиб, разбившись при вынужденной посадке на замёрзшее озеро».

#### Потери в технике
Общие потери Финляндии в войне составили 76 самолётов (боевые и небоевые потери) уничтоженными, ещё 51 получил тяжёлые повреждения. По данным советской стороны был уничтожен 381 финский самолёт.

### Потери СССР

Памятник павшим в Советско-финляндской войне (Санкт-Петербург, возле Военно-медицинской академии)

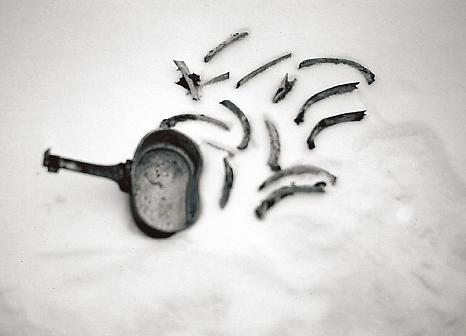
Кости обглоданных волками рёбер безымянного советского военного под Лейпясуо

Согласно донесениям из войск на 15.03.1940:
- раненых, больных, обмороженных — 248 090;
- убито и умерло на этапах санитарной эвакуации — 65 384;
- умерло в госпиталях — 15 921;
- пропало без вести — 14 043;
- всего безвозвратных потерь — 95 348[147].

Имеются данные о потерях пограничных войск НКВД СССР за весь период войны: убитыми 1341 человек, пропавшими без вести — 320, ранеными и обмороженными — 2500 человек (при этом не ясно, включены ли они в общее количество потерь РККА).

#### Именные списки
Согласно поимённым спискам, составленным в 1949—1951 годах Главным управлением кадров МО СССР и Главным штабом Сухопутных войск, потери РККА в войне были следующими:
- погибло и умерло от ран на этапах санитарной эвакуации — 71 214;
- умерло в госпиталях от ран и болезней — 16 292;
- пропало без вести — 39 369.

Всего по этим спискам безвозвратные потери составили 126 875 военнослужащих.

#### Другие оценки потерь
В период с 1990 года в российской исторической литературе и в журнальных публикациях появились новые данные о потерях как советской, так и финской армий. М. И. Семиряга (1989) оценивал число убитых советских солдат в 53,5 тыс., А. М. Носков — 72,5 тыс., П. А. Аптекарь — 131,5 тыс. Что же касается советских раненых, то, по данным П. А. Аптекаря, их количество оценивается до 400 тыс. чел. По последующим оценкам П. А. Аптекаря безвозвратные потери РККА можно оценить примерно в 150 тысяч человек. Павел Петров опубликовал данные о том, что российский государственный военный архив располагает подтверждённой базой данных на 167 976 убитых на этой войне или пропавших без вести.
По данным же советских военных архивов и госпиталей, санитарные потери составили (поимённо) 264 908 человек. Предполагается, что около 22 % из потерь составили потери от обморожений.

#### Плен
В ходе войны в плен попало по разным данным: 5395 военнослужащих РККА, включая 293 командиров и политработников (по другим данным, от 5546 военнослужащих, до 6017 военнослужащих). Почти все они (за исключением 20 человек) были выданы в СССР после войны, включая и тех, кто заявлял об отказе возвращаться. По итогам спецпроверки бывших военнопленных были выявлены 72 добровольно сдавшихся в плен, 206 шпионов или «заподозренных в шпионаже лиц», 54 провокатора, 166 записавшихся добровольцами к финнам на службу и 13 замеченных в издевательствах над другими пленными, всего 511 лиц.В СССР отнеслись ко всем сурово: 158 человек бывших военнопленных были осуждены к высшей мере наказания «за измену Родине» и расстреляны, 4354 человека решением Особого совещания при НКВД СССР осуждено к заключению в исправительно-трудовых лагерях сроком от пяти до восьми лет, 450 бывших военнопленных (как правило, попавших в плен без сознания или с тяжёлыми ранениями) освобождены.
Число взятых в плен финских военнослужащих составляло 706 человек, по другим данным 876 человек. Из их числа 20 человек отказались возвращаться в Финляндию.
Согласно мирному договору от 12 марта 1940 года, предусматривался обмен военнопленными, для чего была создана смешанная комиссия по обмену военнопленными между СССР и Финляндией. С 14 по 28 апреля в Выборге состоялось шесть заседаний комиссии. Передача военнопленных осуществлялась сторонами в несколько этапов в течение 16 апреля — 10 мая 1940 года на железнодорожной станции Вайниккала .

## Военные преступления
1 апреля 1944 года на мысе Пуот-Ниеми около Выборга красноармейцы обнаружили подвал, заполненный трупами советских военнопленных, замученных финнами. Чрезвычайная государственная комиссия провела ряд экспертиз, которые в совокупности со свидетельскими показаниями отнесли эти убийства к периоду советско-финляндской войны 1939—1940 годов. Судебно-медицинской экспертизе были подвергнуты 152 трупа. Интендантской экспертизой было установлено, что все предметы обмундирования на них относятся к образцам, принятым на снабжение Красной армии до 1940 года. Произведённой Ботаническим институтом АН СССР экспертизой экземпляров берёз и клёнов с места обнаружения трупов было установлено, что они имеют возраст 3—4 года.

## «Карельский вопрос»
После войны местные финские власти, провинциальные организации «Карельского Союза», созданные в целях защиты прав и интересов эвакуированных жителей Карелии, пытались найти решение вопроса возвращения утраченных территорий. Во время «холодной войны» президент Финляндии Урхо Кекконен неоднократно вёл переговоры с советским руководством, но эти переговоры не увенчались успехом. Открыто возвращения этих территорий финская сторона не требовала. После распада Советского Союза вопрос передачи территорий Финляндии был поднят снова.
В вопросах, касающихся возврата отошедших территорий, «Карельский Союз» действует совместно с внешнеполитическим руководством Финляндии и через его посредство. В соответствии с принятой в 2005 году на съезде «Карельского Союза» программой «Карелия», «Карельский Союз» стремится способствовать тому, чтобы политическое руководство Финляндии активно следило за ситуацией в России и начало переговоры с Россией по вопросу возврата отошедших территорий Карелии сразу, как только возникнет реальная основа и обе стороны будут к этому готовы.

## Пропаганда во время войны
В начале войны тон советской прессы был бравурным — Красная Армия выглядела идеальной и победоносной, финны же изображались несерьёзным противником. 2 декабря (через 2 дня после начала войны) «Ленинградская правда» напишет:

Невольно любуешься доблестными бойцами Красной Армии, вооружёнными новейшими снайперскими винтовками, блестящими автоматическими ручными пулемётами. Столкнулись армии двух миров. Красная Армия — самая миролюбивая, самая героическая, могучая, оснащённая передовой техникой, и армия продажного финляндского правительства, которую капиталисты заставляют бряцать оружием. А оружие-то, скажем откровенно, старенькое, поношенное. На большее пороху не хватает.— 
Однако уже через месяц тон советской печати изменился. Стали говорить о мощи «линии Маннергейма», тяжёлой местности и морозе — Красная Армия, теряя десятки тысяч убитыми и обмороженными, застряла в финских лесах. Начиная с доклада Молотова 29 марта 1940 года, начинает жить миф о неприступной «линии Маннергейма», аналогичной «линии Мажино» и «линии Зигфрида», которые до сих пор ещё ни одной армией не были сокрушены.
Позже Анастас Микоян писал: «Сталин — умный, способный человек, в оправдание неудач в ходе войны с Финляндией выдумал причину, что мы „вдруг“ обнаружили хорошо оборудованную линию Маннергейма. Была выпущена специально кинокартина с показом этих сооружений для оправдания, что против такой линии было трудно воевать и быстро одержать победу».
Если финская пропаганда изображала войну как защиту родины от жестоких и беспощадных захватчиков, соединяющих коммунистический терроризм с традиционным русским великодержавием (так, в песне «Нет, Молотов!» глава советского правительства сравнивается с царским генерал-губернатором Финляндии Николаем Бобриковым, известным своей русификаторской политикой и борьбой с автономией), то советский Агитпроп подавал войну как борьбу с угнетателями финского народа ради свободы последнего. Использовавшийся для обозначения противника термин белофинны призван был подчёркивать не межгосударственный и не межнародный, но классовый характер противостояния. «Отнимали не раз вашу родину — мы приходим её возвратить», говорится в песне «Принимай нас, Суоми-красавица», в попытке парировать обвинения в захвате Финляндии. В приказе по войскам ЛенВО от 29 ноября, подписанном Мерецковым и Ждановым, говорится:

Мы идём в Финляндию не как завоеватели, а как друзья и освободители финского народа от гнёта помещиков и капиталистов.

Мы идём не против финского народа, а против правительства Каяндера—Эркно, угнетающего финский народ и спровоцировавшего войну с СССР.

Мы уважаем свободу и независимость Финляндии, полученную финским народом в результате Октябрьской Революции и победы Советской Власти.— 

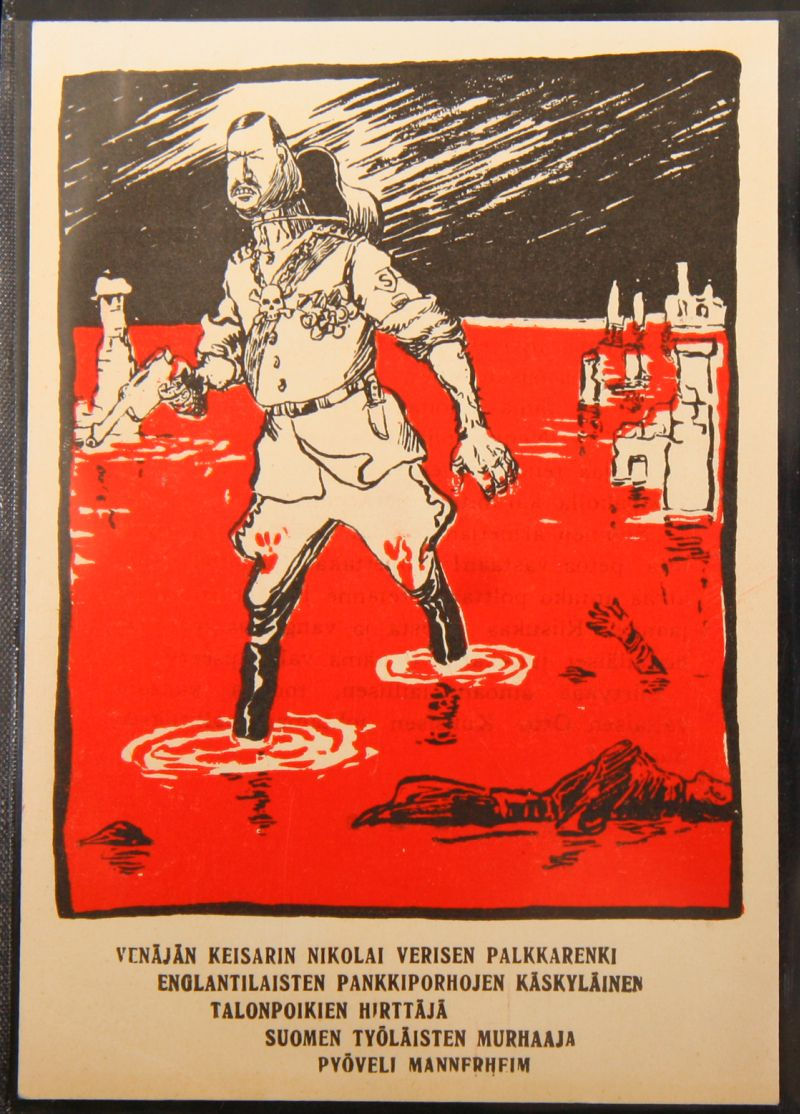
Советский плакат на финском языке, рисующий Маннергейма палачом
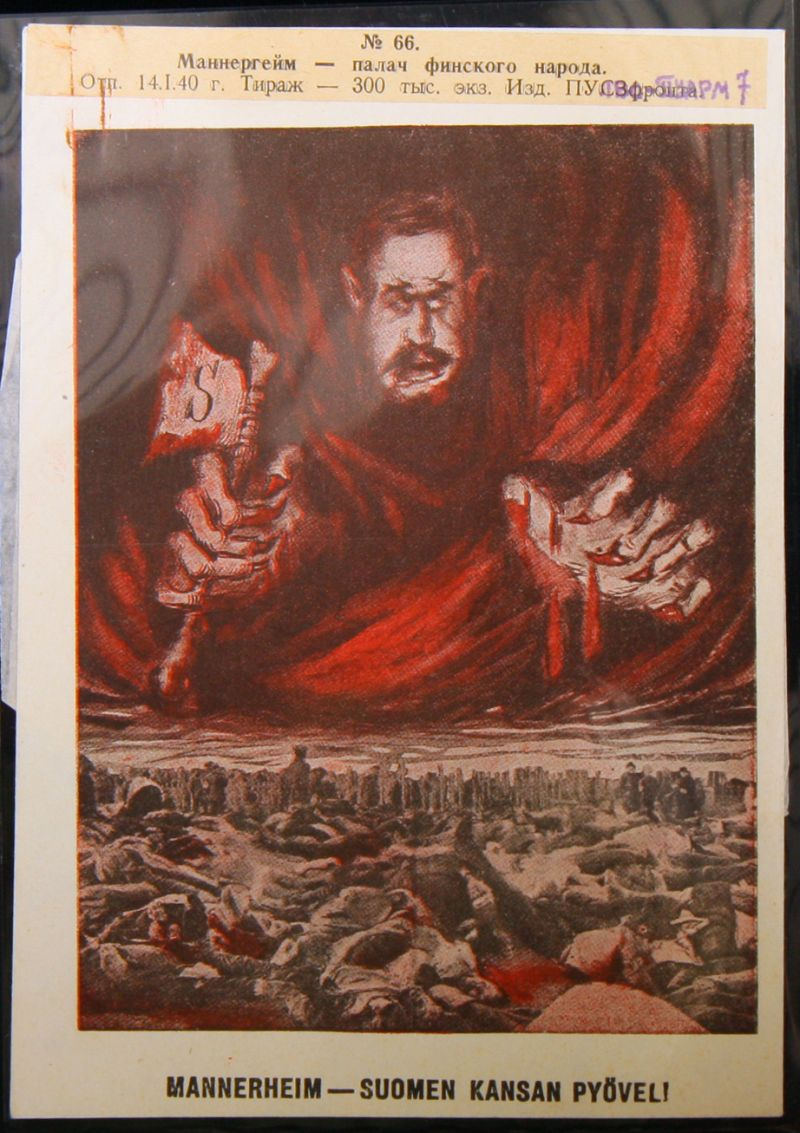
Советский плакат на финском языке, рисующий Маннергейма палачом
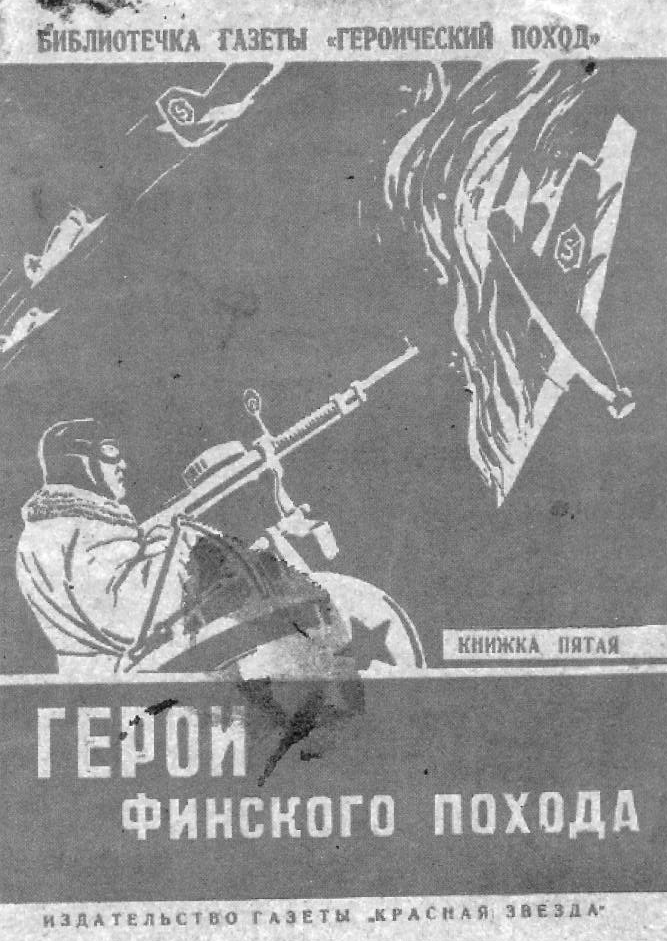
Обложка книги «Герои финского похода». СССР, 1940
Белофинн в лесах таится… Советский плакат, 1940
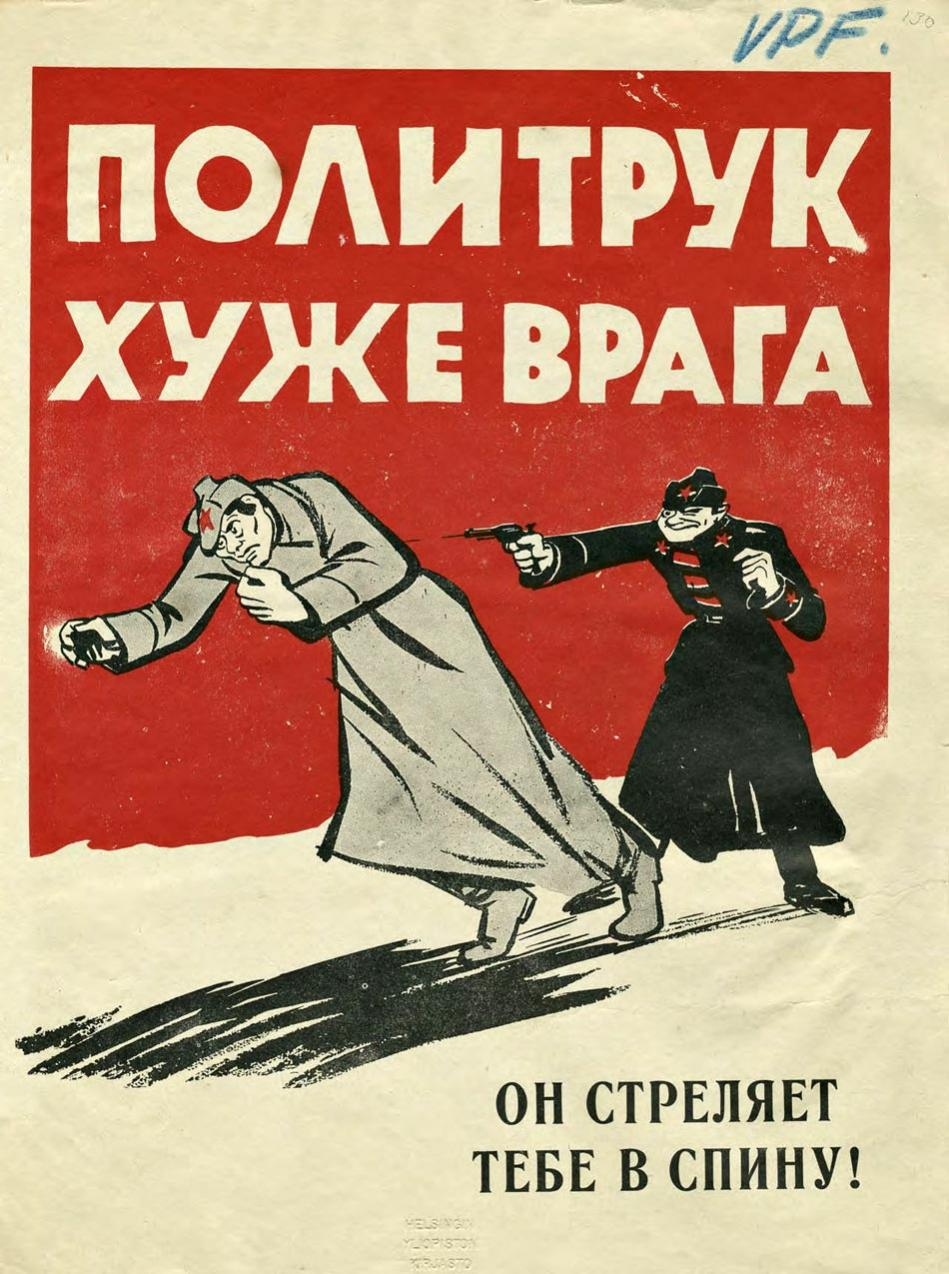
Политрук — хуже врага… Агитационная листовка, Финляндия, 1940
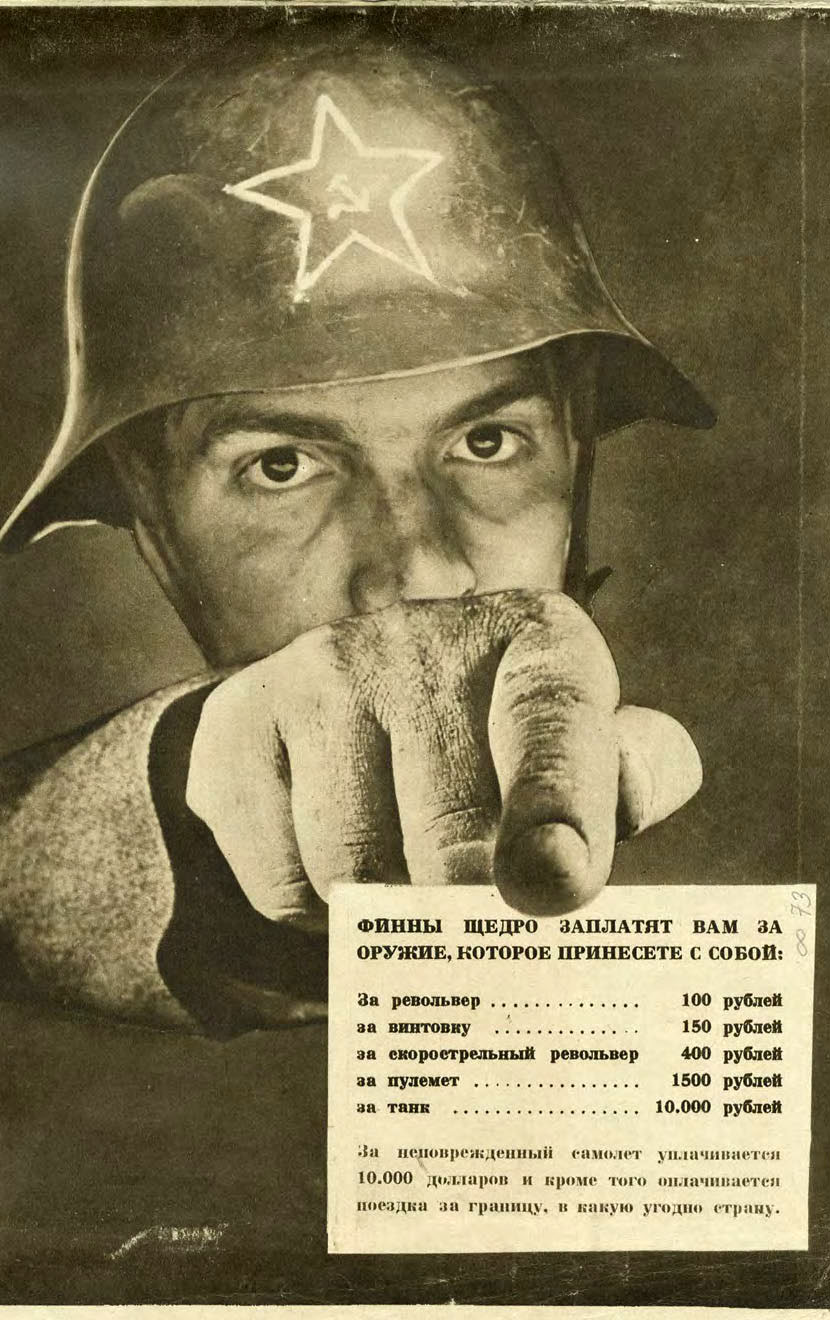
Сдавайся в плен вместе с оружием. Агитационная листовка, Финляндия, 1940
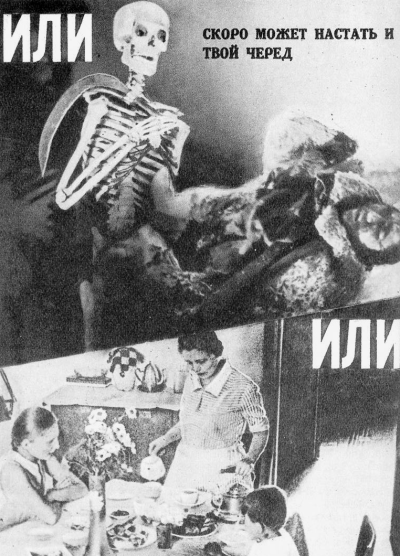
Скоро может настать и твой черёд. агит-листовка, Финляндия, 1939—1940
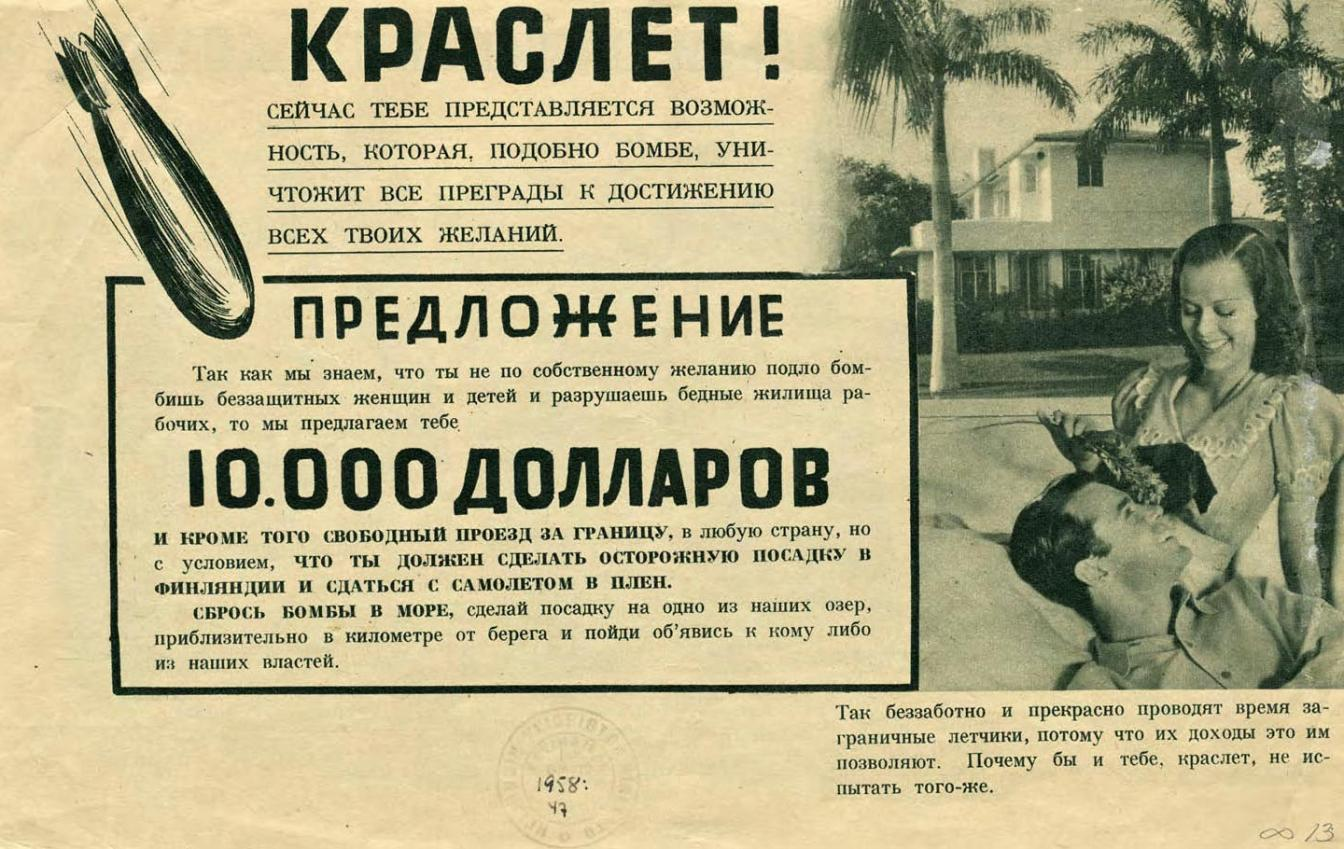
Краслёт. Финская листовка, обещавшая 10 тыс. долларов советским лётчикам за сданный финнам самолёт. 1940
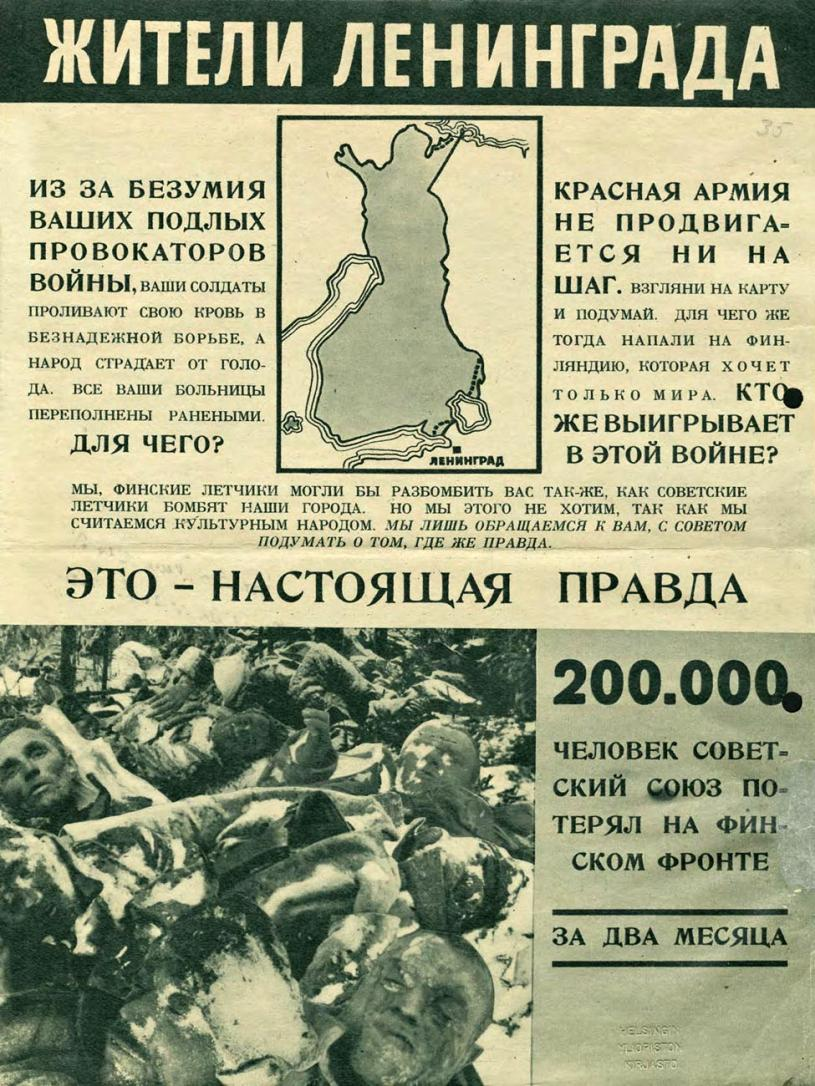
Жители Ленинграда. агит-листовка, Финляндия, 1940
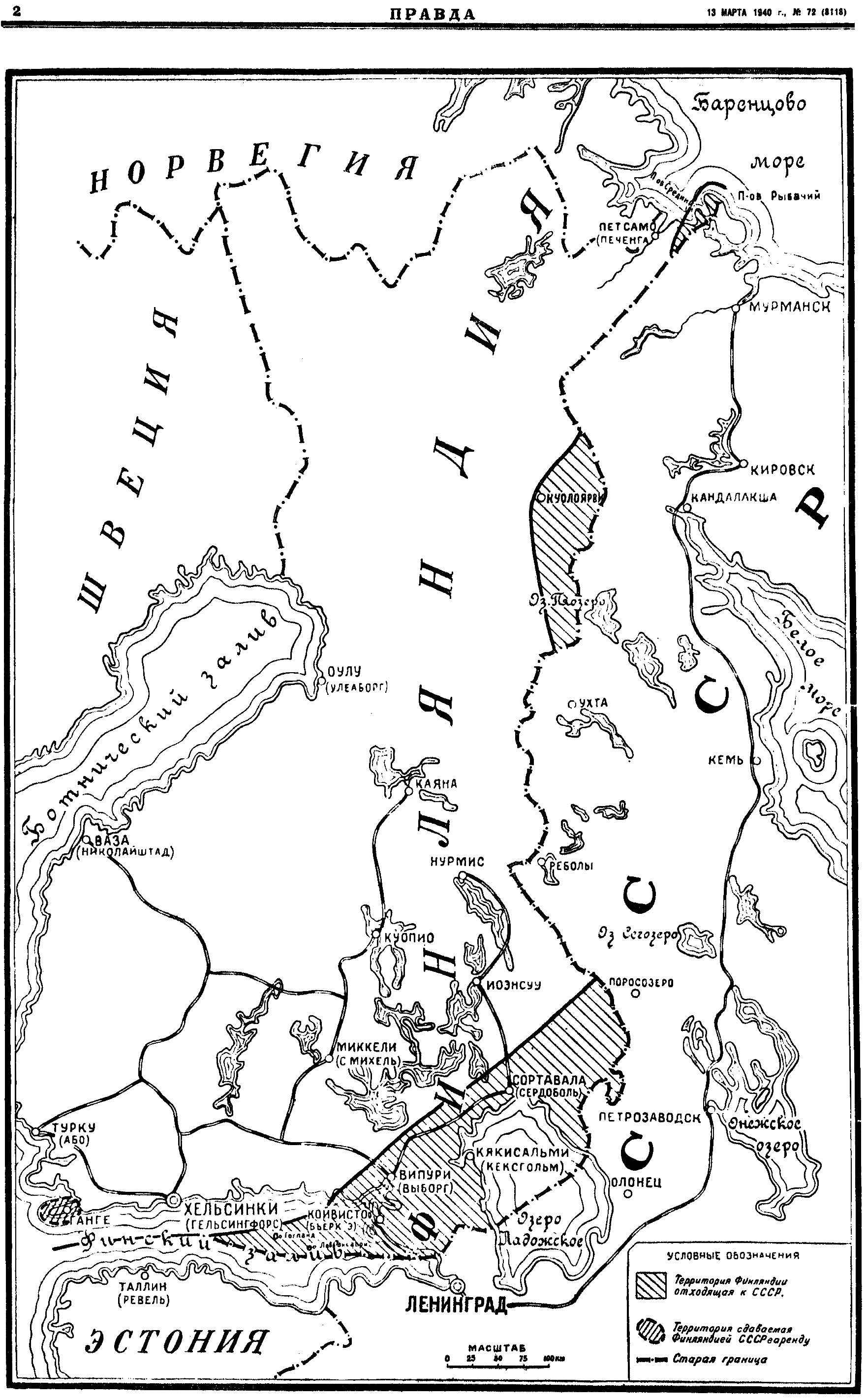
Лист газеты «Правда» с картой итогов войны. 13.03.1940

- Карикатура в Chicago Daily Tribune. Январь 1940.
- Карикатура в Chicago Daily Tribune. Февраль 1940.
- «Принимай нас, Суоми-красавица».
- «Njet, Molotoff».

### Линия Маннергейма — альтернативная точка зрения

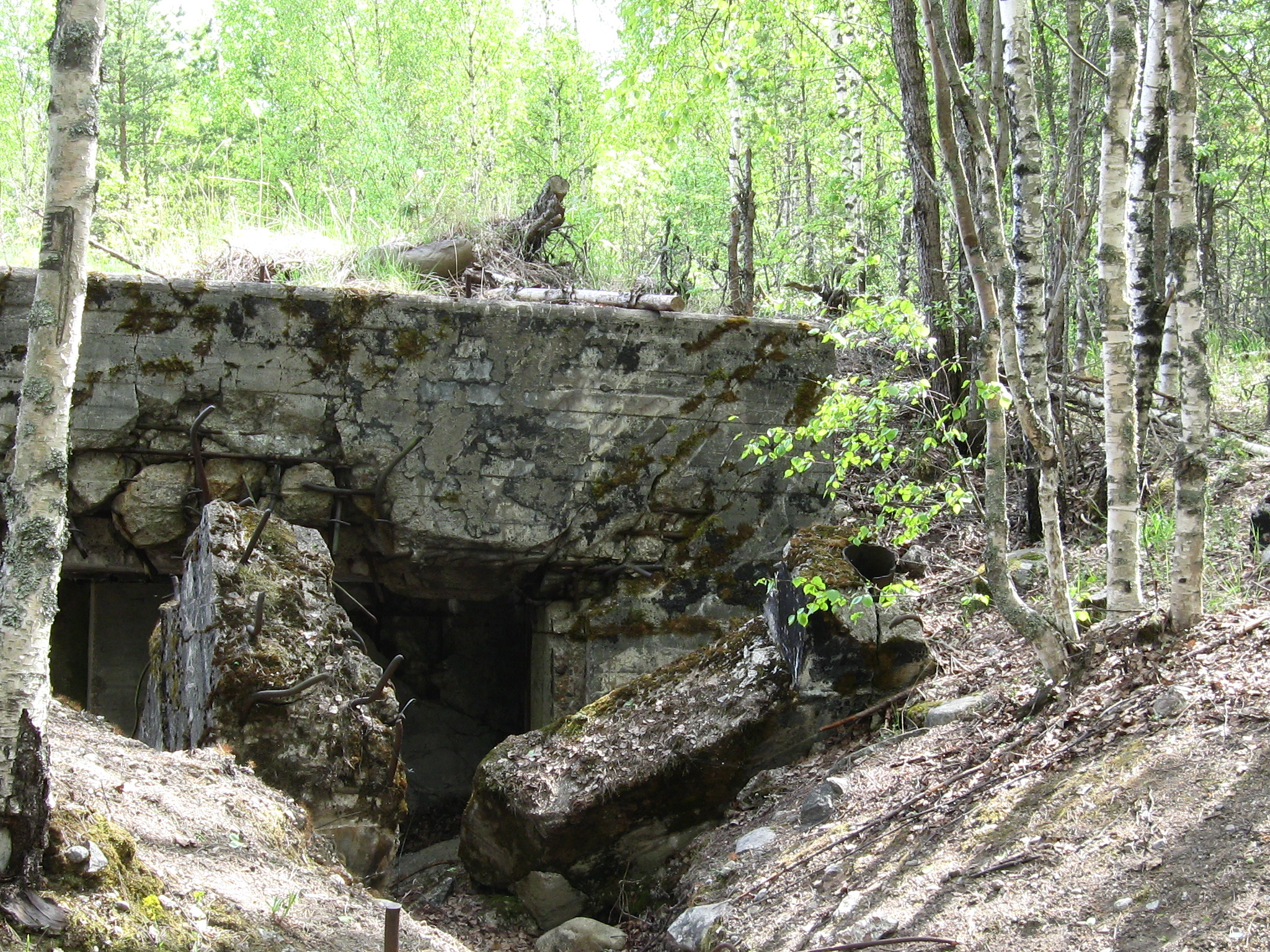
Дот SJ4 («Форт Поппиуса») — один из сильнейших фортов на линии Маннергейма

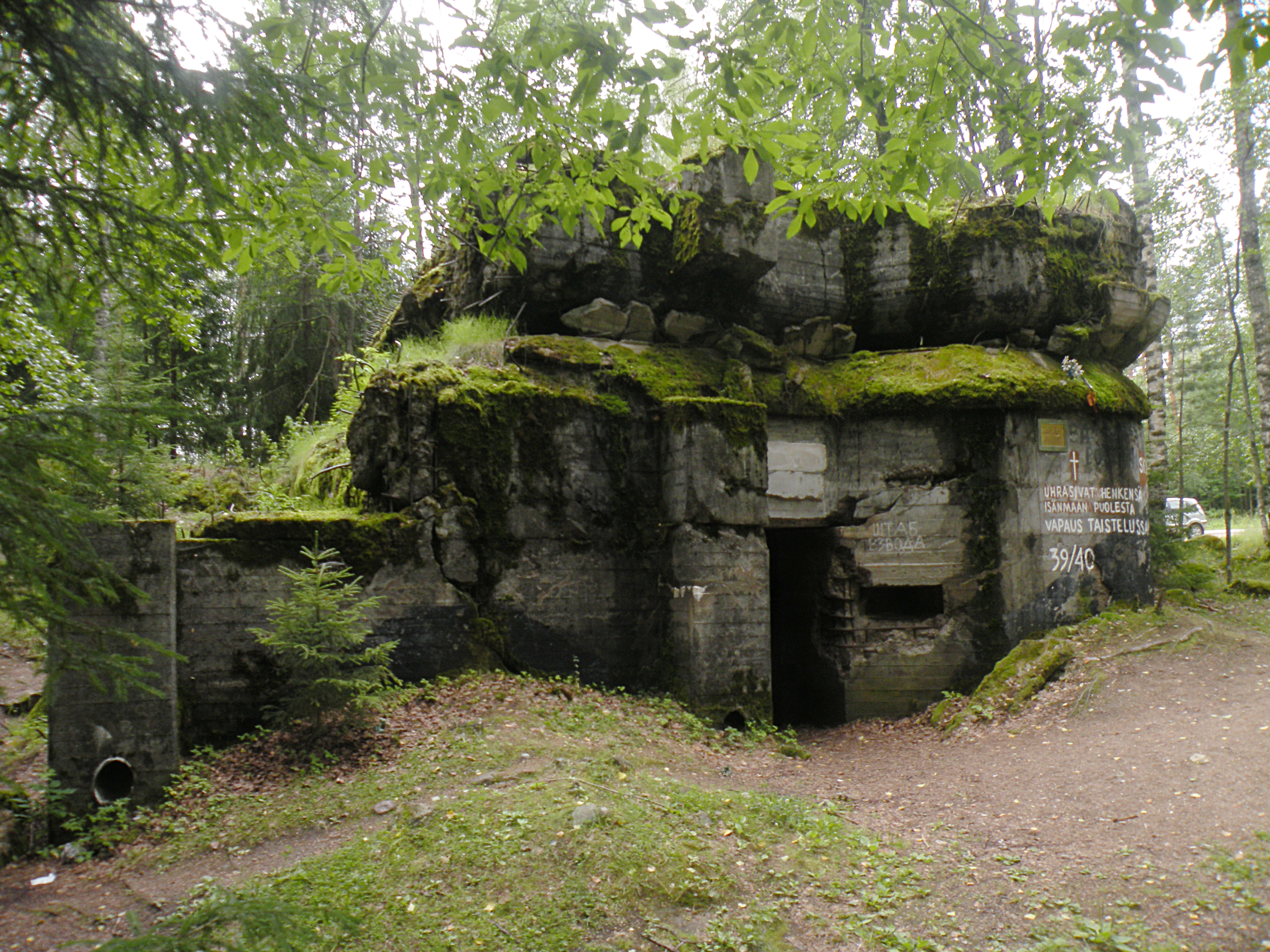
ДОТ Sk16 — командный пункт УРа Сумма-Ляхде (бетонная плита упала на крышу при взрыве дота после войны)

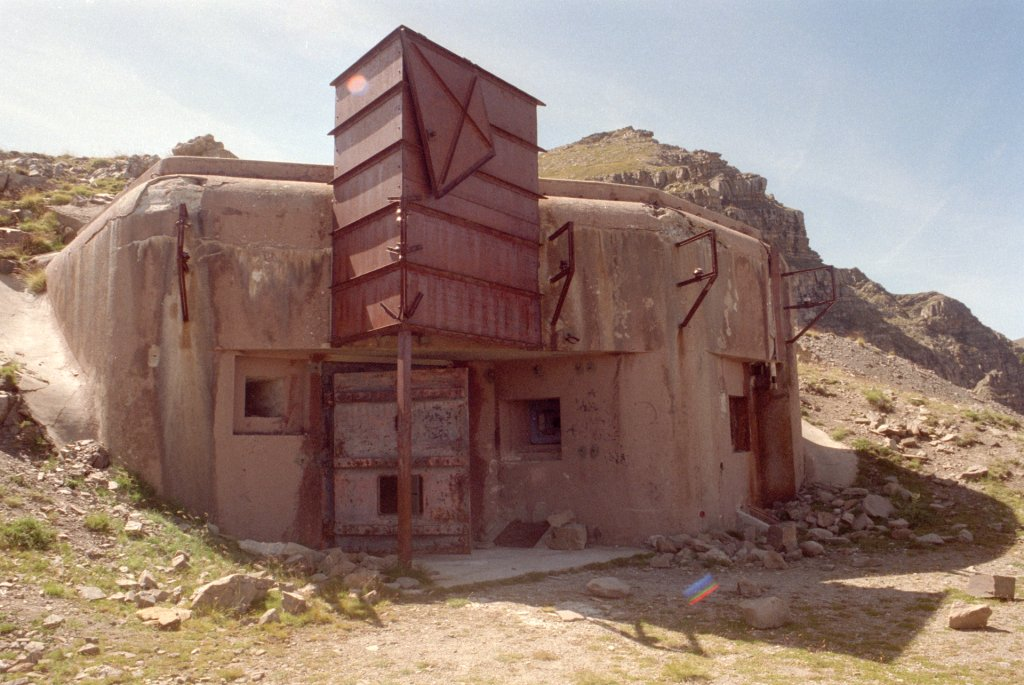
Для сравнения — укрепление на линии Мажино

На протяжении войны как советская, так и финская пропаганда существенно преувеличивали значение «Линии Маннергейма». Первая — чтобы оправдать длительную задержку в наступлении РККА, а вторая — для укрепления морального духа своей армии и населения. Соответственно миф о «невероятно сильно укреплённой» «линии Маннергейма» прочно укрепился в советской истории и проник в некоторые западные источники информации, что неудивительно, учитывая воспевание линии финской стороной в буквальном смысле — в песне Mannerheimin linjalla («На линии Маннергейма»). Технический советник по строительству укреплений бельгийский генерал Баду, участник постройки линии «Мажино», утверждал:

Нигде в мире природные условия не были так благоприятны для постройки укреплённых линий, как в Карелии. На этом узком месте между двумя водными пространствами — Ладожским озером и Финским заливом — имеются непроходимые леса и громадные скалы. Из дерева и гранита, а где нужно — и из бетона построена знаменитая «линия Маннергейма». Величайшую крепость «линии Маннергейма» придают сделанные в граните противотанковые препятствия. Даже двадцатипятитонные танки не могут их преодолеть. В граните финны при помощи взрывов оборудовали пулемётные и орудийные гнёзда, которым не страшны самые сильные бомбы. Там, где не хватало гранита, финны не пожалели бетона.— 
По оценке российского историка А. Исаева, «в действительности „линия Маннергейма“ была далека от лучших образцов европейской фортификации. Подавляющее большинство долговременных сооружений финнов были одноэтажными, частично заглублёнными в землю железобетонными постройками в виде бункера, разделённого на несколько помещений внутренними перегородками с бронированными дверями. Три ДОТа „миллионного“ типа имели два уровня, ещё три ДОТа — три уровня. Подчеркну, именно уровня. То есть их боевые казематы и укрытия размещались на разных уровнях относительно поверхности, слегка заглублённые в землю казематы с амбразурами и полностью заглублённые, соединяющие их галереи с казармами. Сооружений с тем, что можно назвать этажами, было ничтожно мало». Это было гораздо слабее укреплений линии Молотова, не говоря уже о линии Мажино с многоэтажными капонирами, оснащёнными собственными электростанциями, кухнями, комнатами отдыха и всеми удобствами, с подземными галереями, соединяющими доты, и даже подземными узкоколейками. Наряду со знаменитыми надолбами из гранитных валунов, финны использовали надолбы из низкокачественного бетона, рассчитанные на устаревшие танки «Рено» и оказавшиеся слабыми против орудий новой советской техники. Фактически «Линия Маннергейма» состояла в основном из полевых укреплений. Бункеры, расположенные на линии, были небольшими, размещались на значительном расстоянии друг от друга и редко когда имели пушечное вооружение.
Как отмечает О. Маннинен, у финнов хватило ресурсов на постройку только 101 бетонного бункера (из низкокачественного бетона), причём бетона на них ушло меньше, чем на здание Хельсинкского оперного театра; остальные укрепления линии Маннергейма были дерево-земляные (для сравнения: линия Мажино имела 5800 бетонных укреплений, включая многоэтажные бункеры).
Сам Маннергейм писал:

…Русские ещё во время войны пустили в ход миф о «линии Маннергейма». Утверждали, что наша оборона на Карельском перешейке опиралась на необыкновенно прочный и выстроенный по последнему слову техники оборонительный вал, который можно сравнить с линиями Мажино и Зигфрида и который никакая армия никогда не прорывала. Прорыв русских явился «подвигом, равного которому не было в истории всех войн»… Всё это чушь; в действительности положение вещей выглядит совершенно иначе… Оборонительная линия, конечно, была, но её образовывали только редкие долговременные пулемётные гнёзда да два десятка выстроенных по моему предложению новых дотов, между которыми были проложены траншеи. Да, оборонительная линия существовала, но у неё отсутствовала глубина. Эту позицию народ и назвал «Линией Маннергейма». Её прочность явилась результатом стойкости и мужества наших солдат, а никак не результатом крепости сооружений.— 

## Увековечение памяти

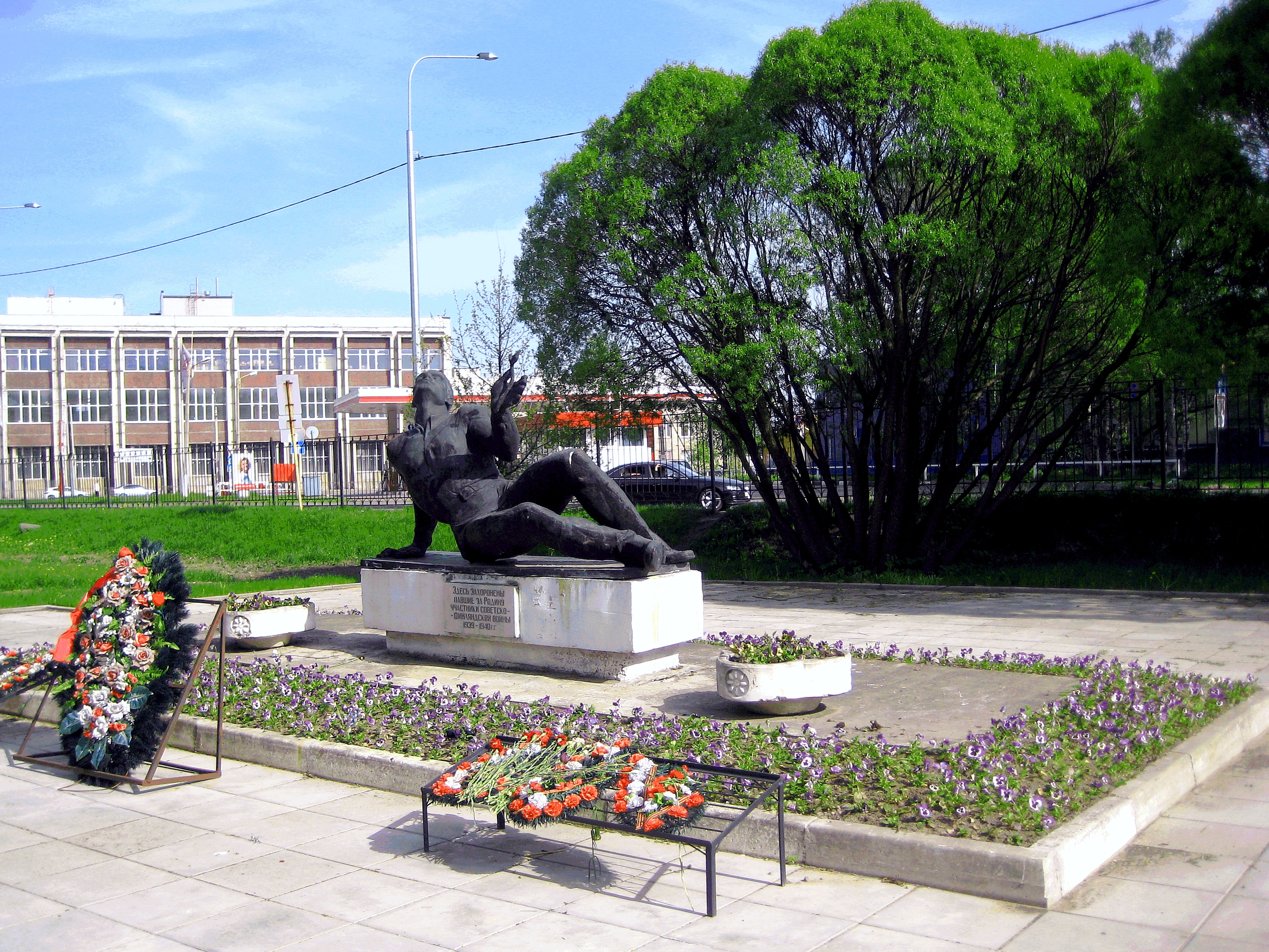
Памятник советским воинам, погибшим в ходе Советско-финляндской войны 1939—1940 гг.

### Кладбища
- Большеохтинское Георгиевское кладбище Санкт-Петербурга содержит захоронения советских солдат, погибших в годы Советско-финской войны[164].
- Братская могила на городском кладбище г. Мурманск. На городском кладбище г. Мурманска похоронены и увековечены погибшие на Финской и Отечественной войнах советские воины и репатрианты, а также моряки союзных конвоев.

### Памятники
- «Крест скорби» — памятник советским и финским воинам, павшим в Советско-финляндской войне. Открыт 27 июня 2000 года. Расположен в Питкярантском районе Республики Карелии[165].
- Мемориал «Колласъярви» — мемориал павшим советским и финским воинам. Расположен в Суоярвском районе Республики Карелии.
- Мемориал «Петровка» — мемориал павшим советским воинам. Расположен в Выборгском районе Ленинградской области.

### Музеи
- Школьный музей «Неизвестная война» — открыт 20 ноября 2013 года в МОУ «Средняя школа № 34» города Петрозаводска[166][167].
- «Военный музей Карельского перешейка» открыт в Выборге историком Баиром Иринчеевым.

## Отражение войны в культуре

### Песни, стихотворения
- Финская песня военных лет «Нет, Молотов!» (mp3, с русским переводом).
- «Принимай нас, Суоми-красавица» (mp3, с финским переводом).
- Песня «Talvisota» шведской хэви-пауэр-метал группы Sabaton.
- «Песня о комбате Угрюмове» — песня о капитане Николае Угрюмове, первом Герое Советского Союза на советско-финской войне.
- Александр Твардовский. «Две строчки» (1943) — стихотворение, посвящённое памяти советских солдат, погибших во время войны.
- Тихонов Н. С. «Саволакский егерь» — стихотворение.
- Городницкий А. М. «Финская граница» — песня.
- Песня «1939» российской металл группы Abrin.
- Песня «White Death» шведской хэви-пауэр-метал группы Sabaton о Симо Хяюхя.
- Песня «Total War — Winter War» финской блэк-метал группы Impaled Nazarene
- Песня военных лет Säkkijvären polkka

### Видеоиздания
Художественные фильмы
- Весури : [драма, военный, история] / реж.: Александр Якимчук. — «АТК-Студио», 2019.
- Военная разведка (сериал) : [8 серий] / реж.: Петр Амелин. — «Кинокомпания „Русское“», 2012.
- В тылу врага / реж.: Евгений Шнейдер. — «Союздетфильм», 1941.
- Машенька / реж.: Юлий Райзман. — «Мосфильм», 1942.
- Придел Ангела : [военный фильм, драма] / реж.: Николай Дрейден. — «Ленфильм», студия «Эн», 2009.
- Talvisota : [экранизация произведения Антти Туури] / реж.: Юлий Райзман; пер.: Ю. В. Живов. — National-filmi OY:n, 1989.
- Фронтовые подруги / реж.: Виктор Эйсымонт. — «Ленфильм», 1941.

Документальные фильмы
- Живые и мёртвые : [документальный фильм о Советско-финской войне («Зимней войне») 1939—1940 гг.] / реж. Владимир Фонарёв. — «Голос-Эпохи. ТВ», 2017.
- Зимняя война" : [8 видео] : документальный сериал Виктора Правдюка. — Россия, 2014.
- Ленинград 1939/40. Незнаменитая война / автор сценария Леонид Маляров, реж.-пост. Наталия Холина, ведущий Данила Воропаев. — ГТРК «Санкт-Петербург», 2016.
- Линия Маннергейма / Mannerheim Line : войнa СССР с Финляндией (30 нoября 1939 — 13 марта 1940 гг.) / реж.: В. Соловцов, В. Беляев. — Ленинградская студия кинохроники, 1940.
- Незнаменитая война. Советско-финская повесть 1939—1944 гг. / автор сценария [по произведению Булата Нигматулина «„Зимняя война“ с Финляндией — спусковой крючок Великой Отечественной…»]: Игорь Пестун. — студия «Аудио-продакшин.ру», 2022.
- Оружие и снаряжение финской войны : [историк Баир Иринчеев с экскурсией по Военному музею Карельского перешейка в Выборге]. — Туристический портал Выборга, 2017.
- Советско-Финская война : Её не принято вспоминать / над роликом работали: текст — Илья Старцев, редактура — LOONY, ведущий — LOONY, монтаж — Денис Шульжик, музыка — LVCAI. — 2022.
- СССР/Финляндия. Война, о которой не говорят. Оперативная память / над фильмом работали: Н. Бабинцева, И. Трубецкой, А. Тайшихин [и др.]. — «Настоящее Время. Док», 2020.
- Тайны Финской войны : авторский фильм Кирилла Набутова, посвящённый исследованию причин, началу и ходу советско-финской войны. — телестудия «Адамово яблоко», 2002.
- Suomi Sodassa 1939—45 v. 2 : sota aiheisia kuvia ja musaa [= фотографии и музыка на тему войны]. — frkfn, 2009.

### Прочее
Начиная с 2000-х годов выпускались компьютерные игры, сюжет которых связан с войной. Среди таких игр: «Блицкриг», «Talvisota: Ледяной ад», «Squad Battles: Winter War».

## Комментарии
1. ↑  Фактически боевые действия закончились 13 марта➤
2. ↑  Фактически боевые действия закончились 13 марта➤